# 백포도주

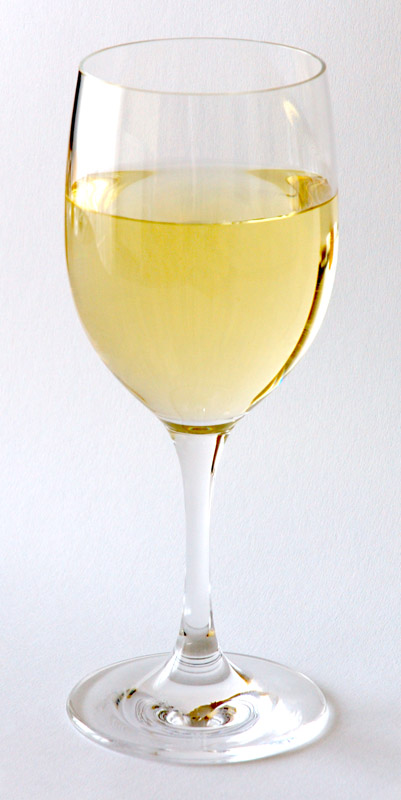
백포도주

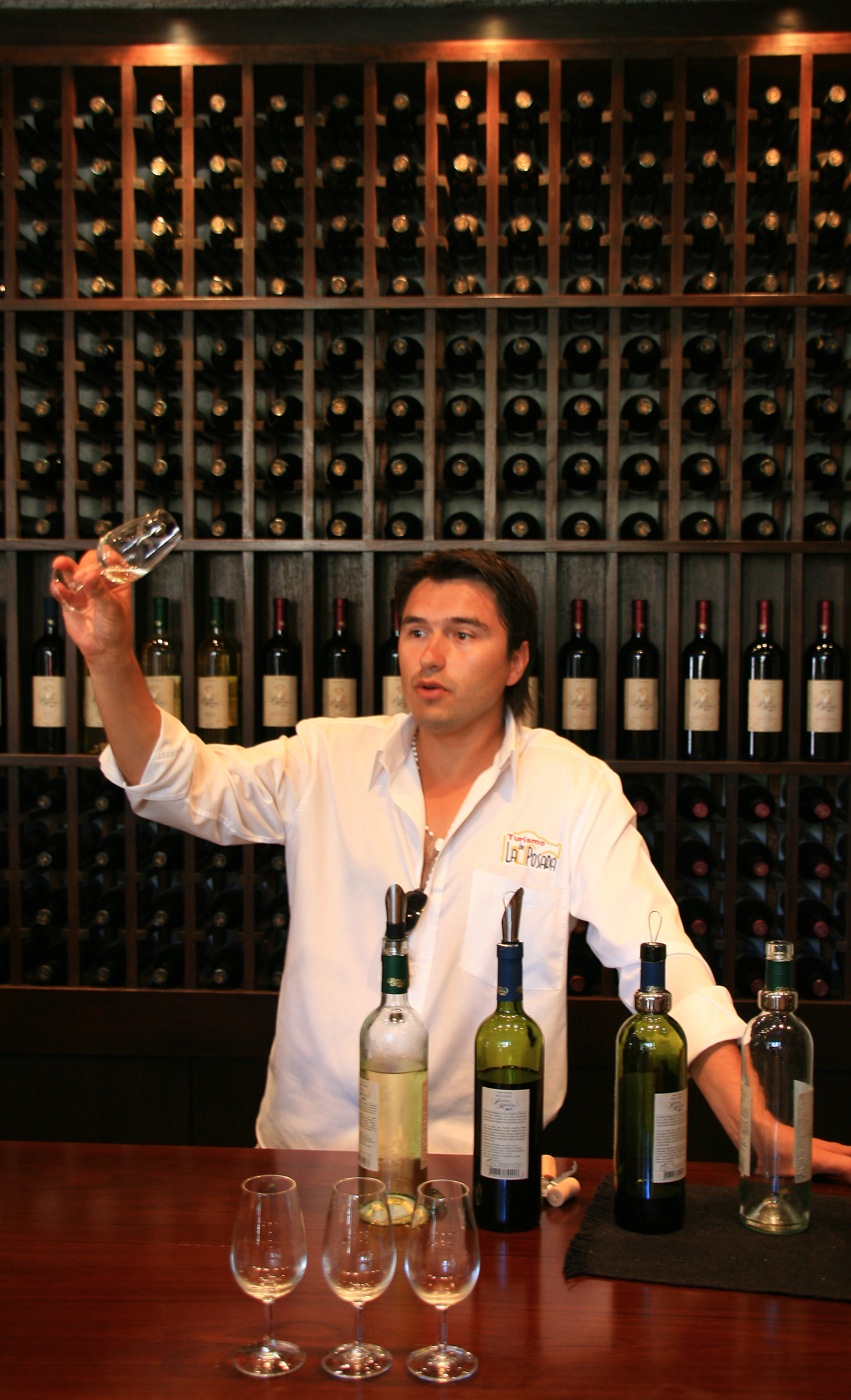
카파 야테, 아르헨티나 토론 테스 와인 시음

백포도주(白葡萄酒) 또는 화이트 와인(white wine)은 껍질을 벗긴 청포도의 주스만을 발효시킨 것으로 적포도주와는 달리 껍질의 색소 추출 과정이 없다. 색상은 연노란색이거나 연두색, 황금색일 수 있다. 적포도주에 비해 신선하고 산뜻한 제품이 많다. 약간 덜 익었을 때가 적절한 산도와 향을 유지하고 있으며, 건강한 포도인지의 여부가 중요하다. 백포도주는 적어도 4,000년 동안 존재해 왔다.
백포도주의 종류는 다양한 품종, 와인 양조 방법, 잔당(殘糖) 비율에 따라 결정된다. 백포도주는 주로 샤르도네, 소비뇽 블랑, 리슬링과 같이 녹색이나 노란색을 띠는 청포도("white" grapes)로 만들어진다. 일부 백포도주는 얻은 과즙이 얼룩지지 않은 한 껍질이 있는 포도로 만들어진다. 예를 들어, 피노 누아는 일반적으로 샴페인을 생산하는 데 사된다.
다양한 종류의 백포도주 중에서 드라이 백포도주가 가장 일반적이다. 다소 향긋하고 톡 쏘는 맛이 나는 과즙의 완전 발효에서 파생된다. 반면 스위트 와인은 포도당이 모두 알코올로 전환되기 전에 발효를 중단하여 생산된다. 이것을 뮈타지(Mutage) 또는 강화라고 한다. 과즙에 당을 풍부하게 하는 방법은 포도나무에서 숙성하는 방법, 파세리아주(passerillage) 또는 귀부병 사용 등 여러가지가 있다. 대부분 백포도주인 발포성 포도주는 발효 과정에서 발생하는 이산화탄소가 와인에 녹아 있다가 병을 열면 기체가 되는 와인이다.
백포도주는 식전주로, 디저트와 함께, 식사 사이에 상쾌한 음료로 자주 사용다. 백포도주는 대부분의 적포도주와 비교하여 스타일과 맛 모두 더 상쾌하고 가벼운 것으로 간주되는 경우가 많다. 백포도주는 산도, 향, 고기를 부드럽게 하고 디글레이즈(Deglaze, 조리후 팬에 남은 즙에 액체를 붓는 방법)하는 능력으로 인해 요리에 자주 사용된다.

## 포도 유형
백포도주를 개발하는 데에는 다양한 종류의 포도가 사용될 수 있다.
일부는 포도주 품종 마케팅 덕분에 강력한 명성을 얻었다.:
- 샤르도네(Chardonnay)
- 소비뇽 블랑(Sauvignon blanc)
- 리슬링(Riesling)
- 뮐러 투르가우(Müller-Thurgau)
- 머스캣(Muscat)
- 프티트 아빈(Petite Arvine)

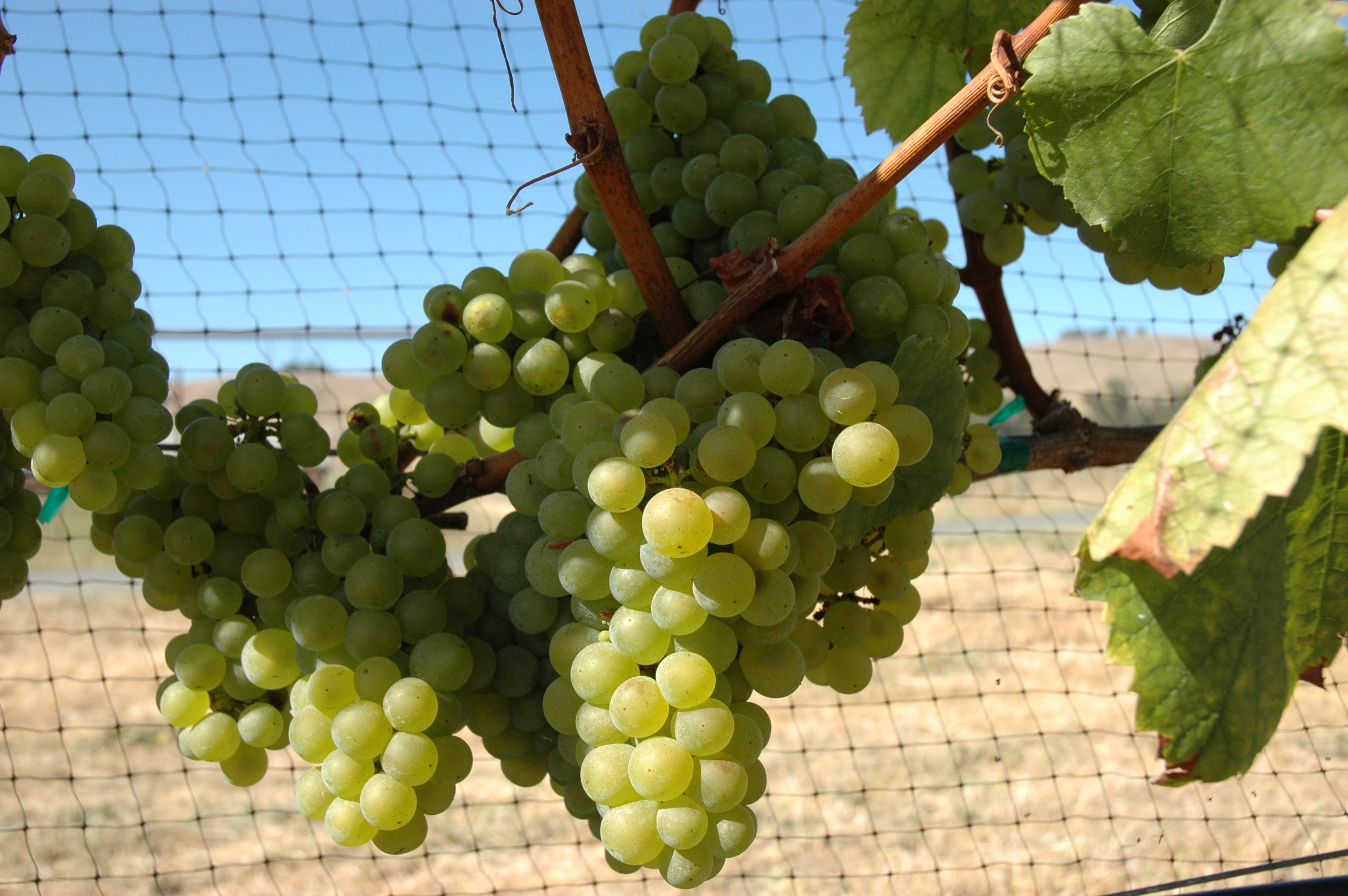
샤르도네 포도
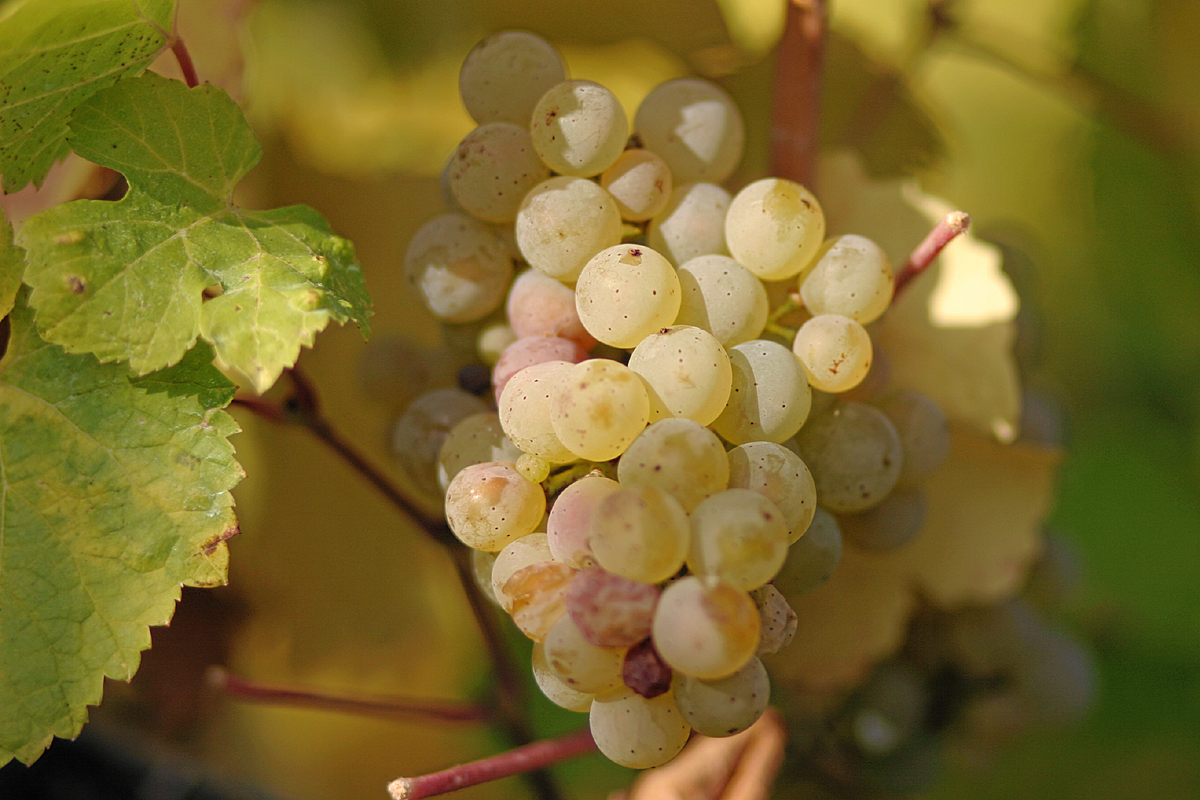
독일산 리슬링 B 포도
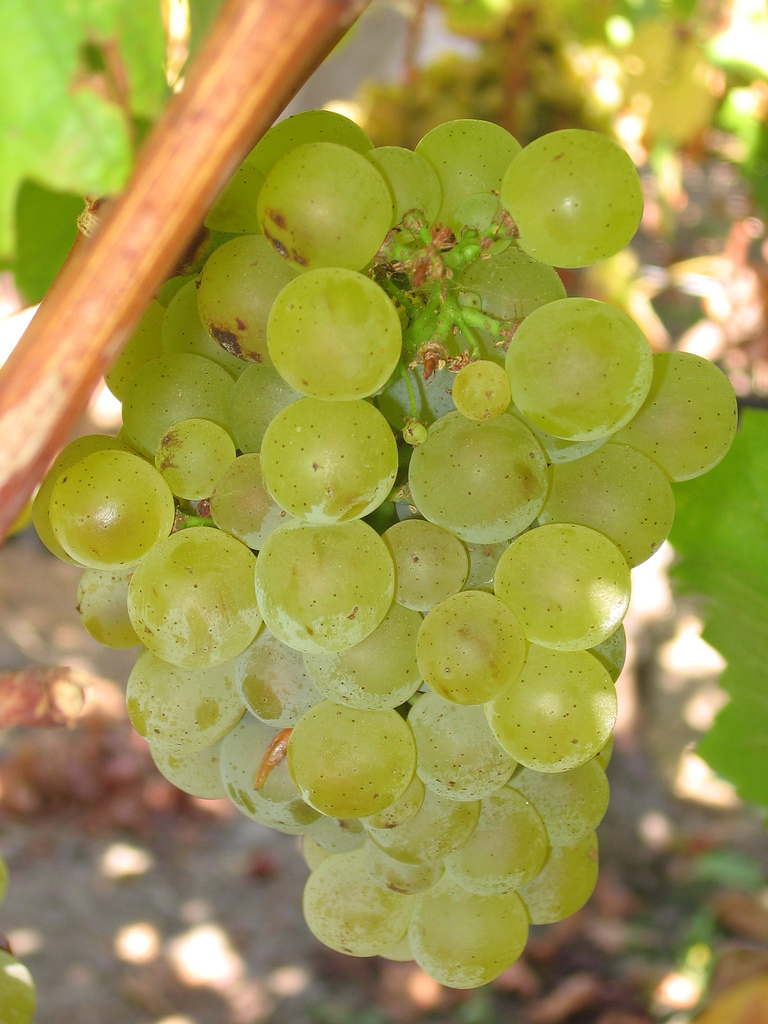
소비뇽 블랑
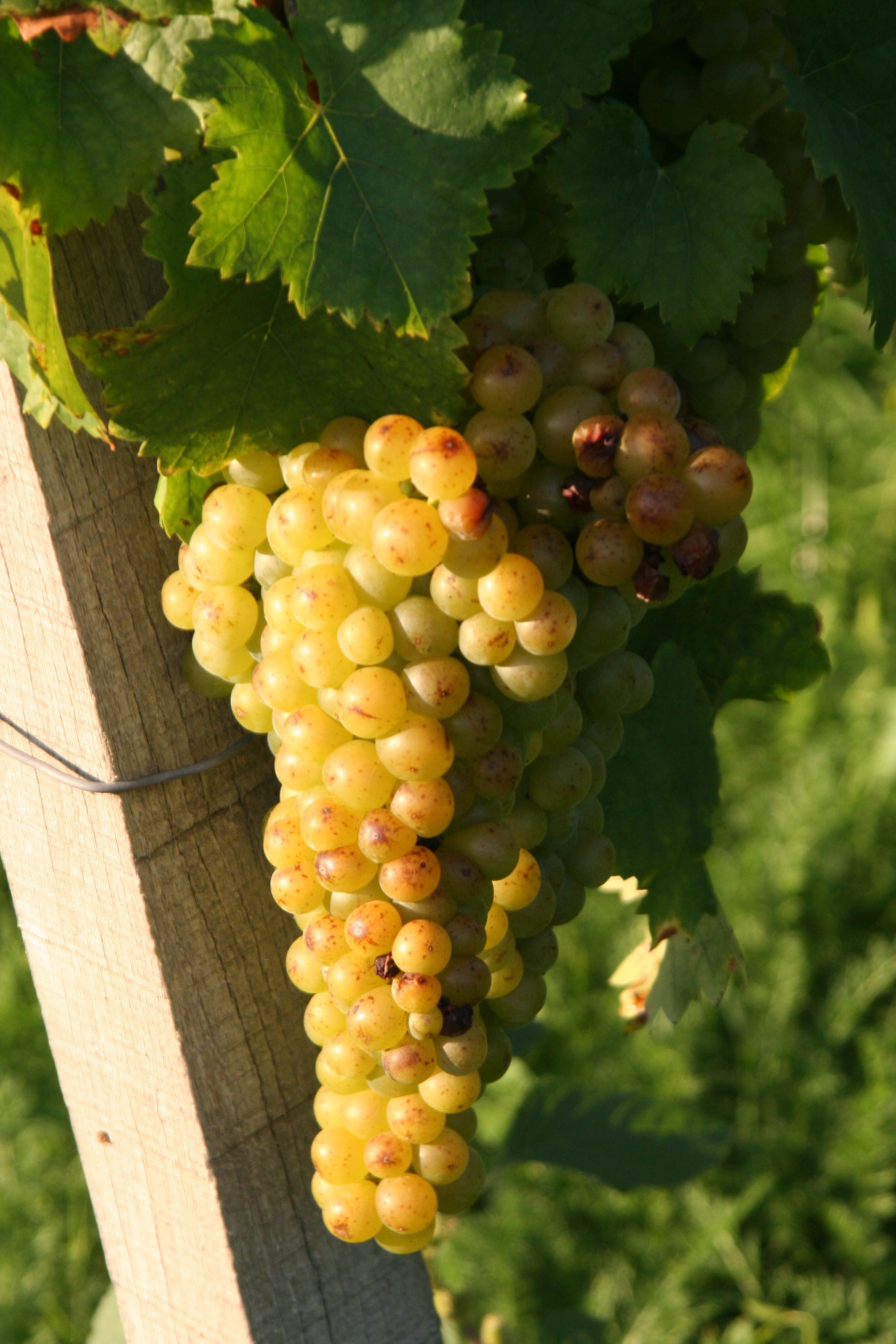
머스캣 B의 작은 청포도

다른 포도 품종은 아펠레이션(Appellation)으로 판매되거나 다른 품종과 혼합되어 판매될 수 있기 때문에 덜 알려져 있다..:
- 아이렌(Airén)
- 카타라토 비안코 코무네(Catarratto bianco comune)
- 슈냉 블랑(Chenin blanc)
- 마카베우(Maccabeu)
- 세미용(Sémillon)
- 트레비아노(Trebbiano) 비안코(bianco) 또는 우그니 블랑(ugni blanc)
- 비오니에(Viognier)
- 그르나슈 블랑(Grenache blanc)

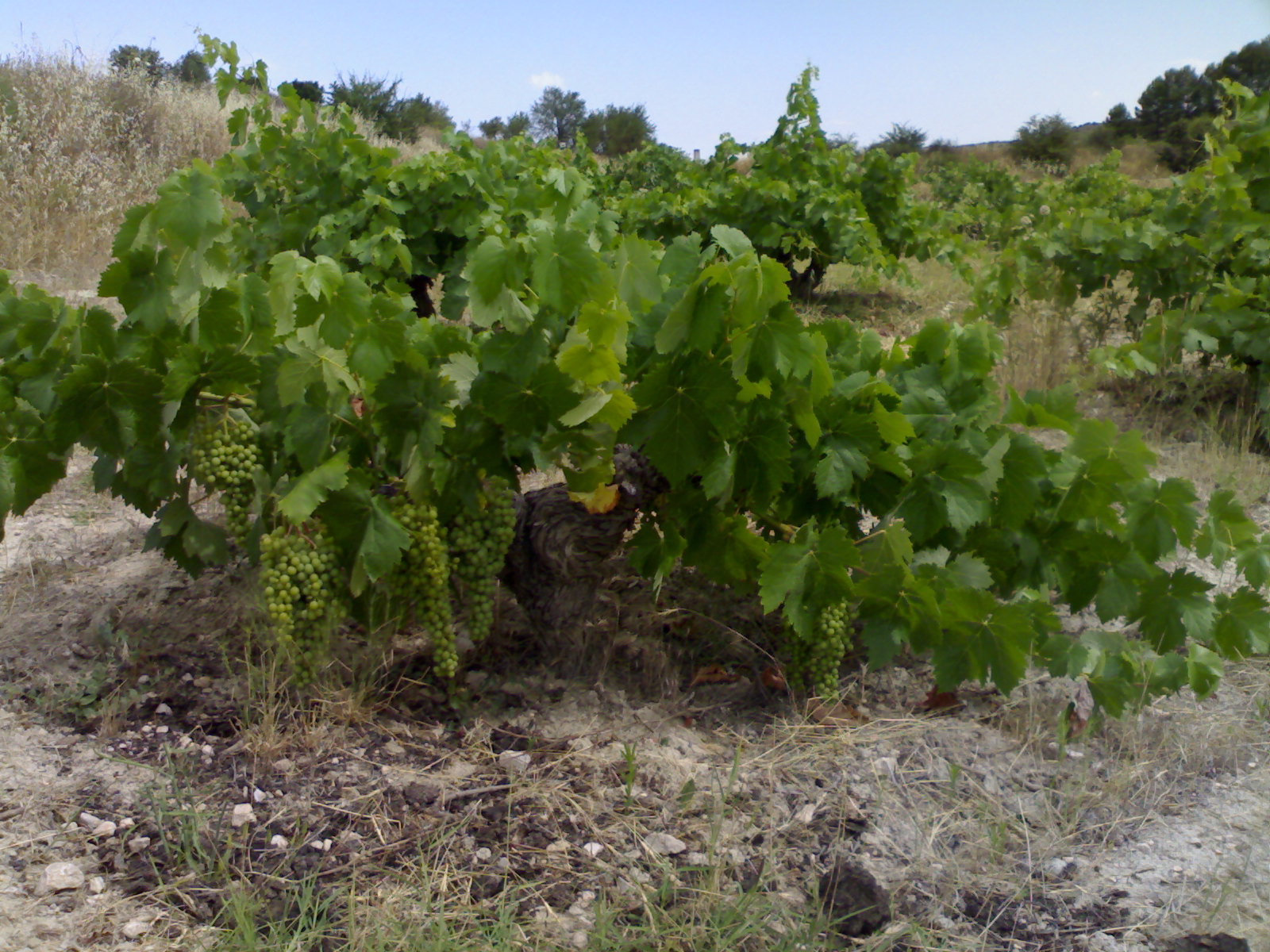
아이렌 포도나무, 세계에서 가장 많이 심는 vat 포도
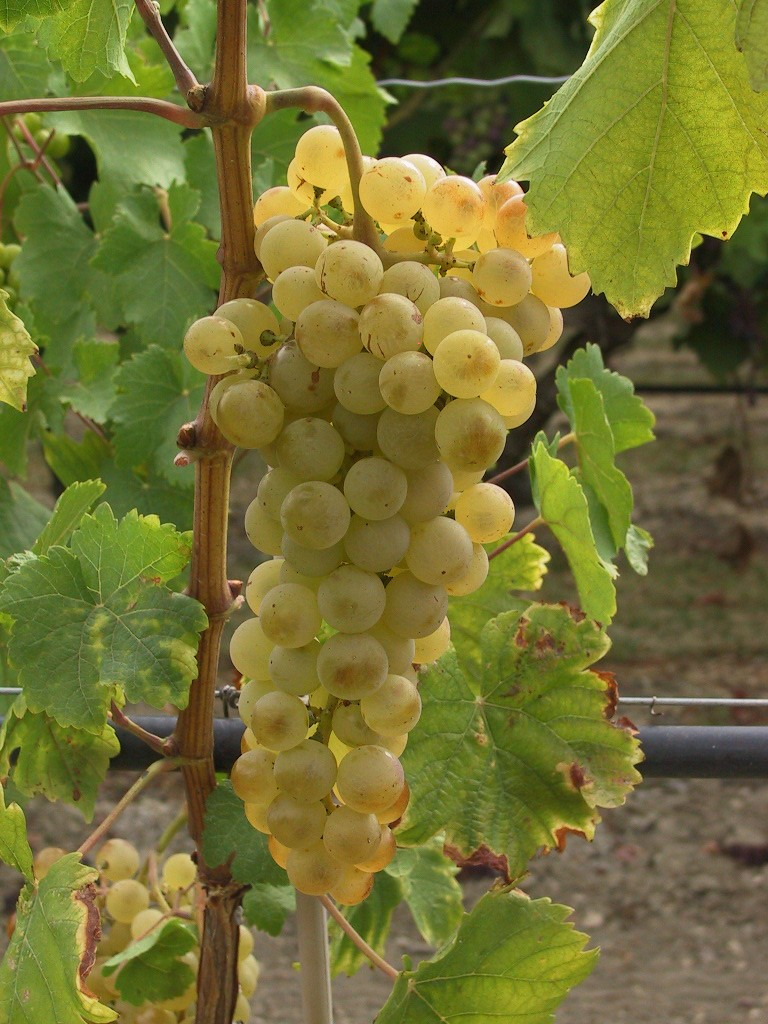
샤를라(Chasselas), vat 및 테이블 와인용
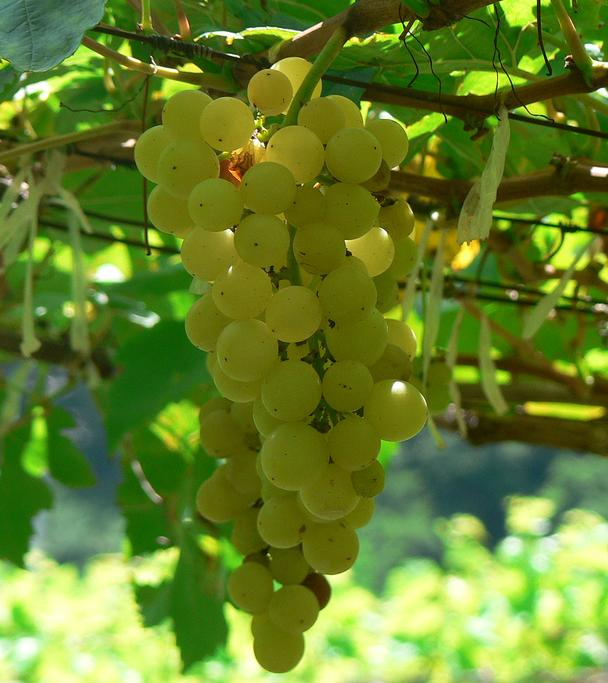
슈냉
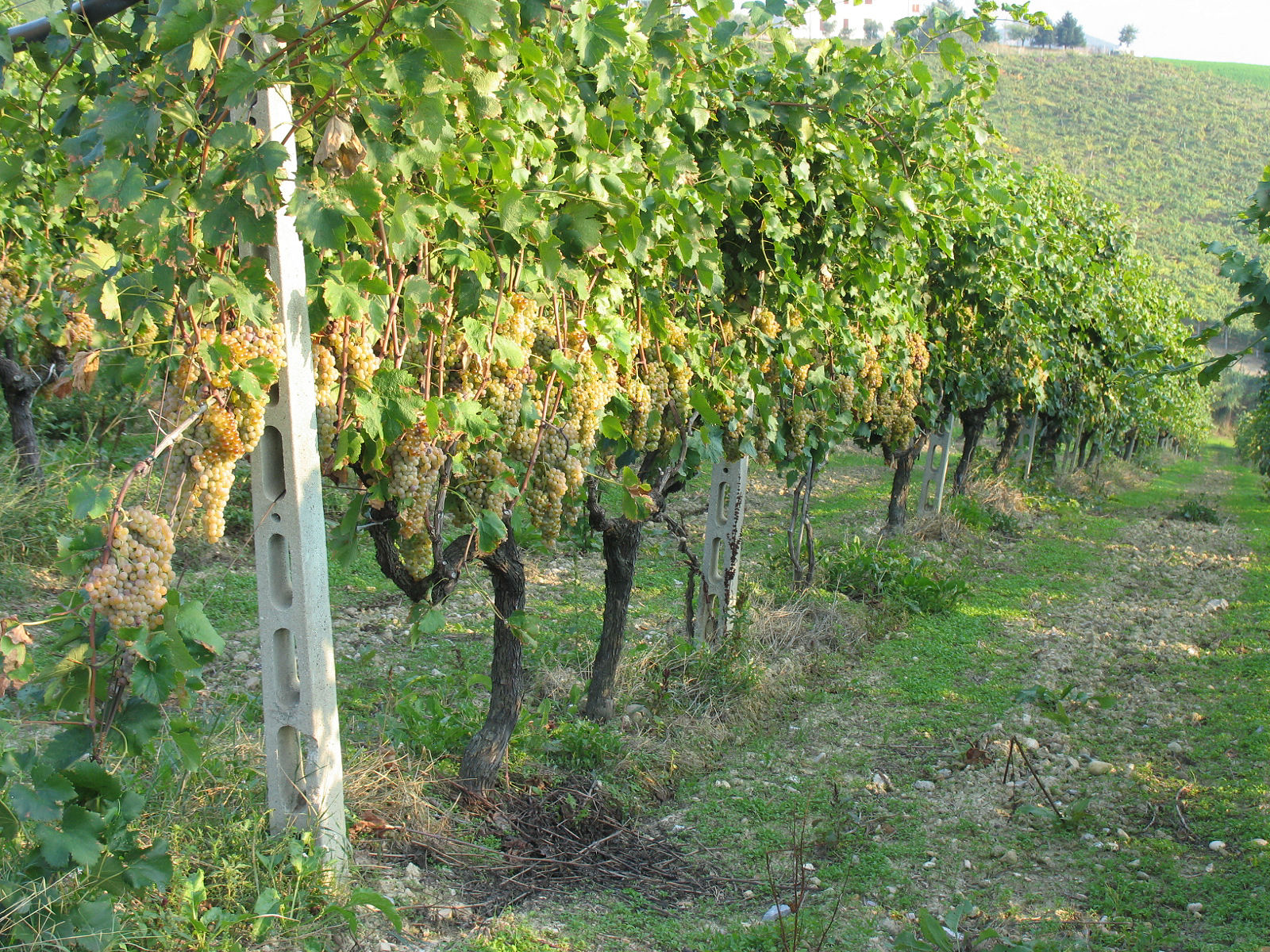
트레비아노 블랑코 또는 우그니 블랑 B.

백포도주 생산에 사용되는 색깔이 있는 껍질을 가진 일부 품종은 아래와 같다.:
- 게뷔르츠트라미너(Gewürztraminer)
- 피노 누아르(Pinot noir), 피노 뫼니에(Pinot Meunier)
- 피노 그리(Pinot gris, Pinot grigio)
- 소비뇽 그리(Sauvignon gris)
- 그르나쉬 그리(Grenache Gris)

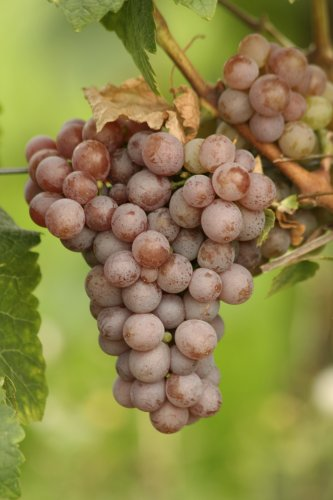
게뷔르츠트라미너, 백포도주 제조에 사용되는 분홍색 껍질 포도.
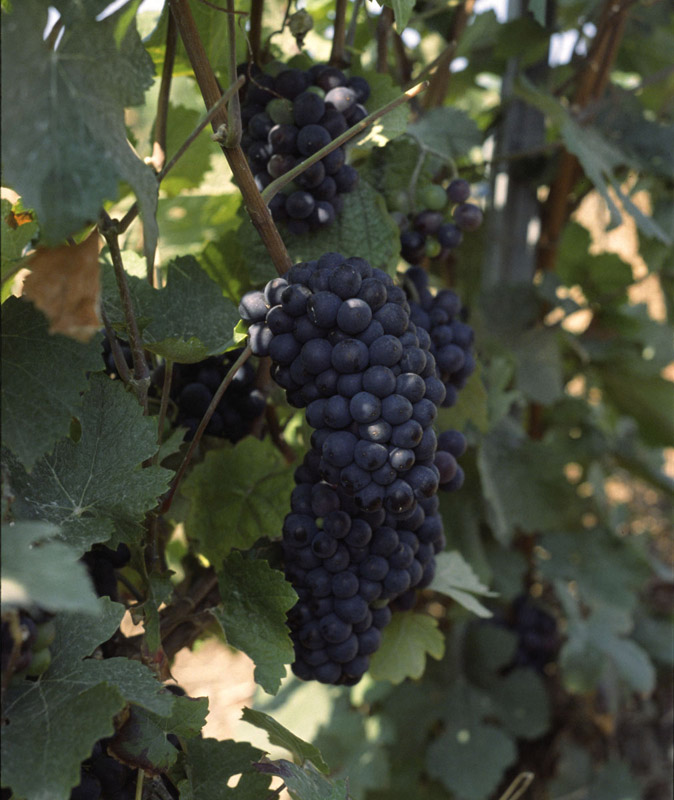
피노 뫼니에, 백포도주 및 로제 샴페인 제조에 사용되는 흑포도
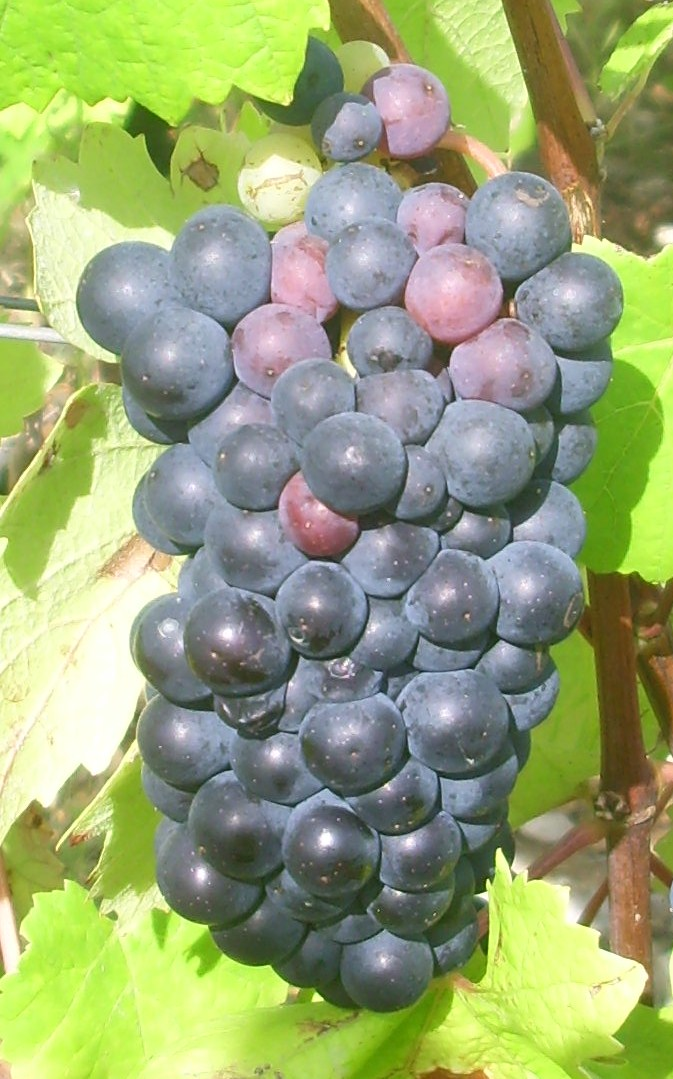
피노 누아르, 백포도주 제조에 사용되는 흑포도

## 포도주 제조
백포도주 제조는 적포도주 제조와 대체로 유사하지만 두 가지 유형을 제조할 때 세부 사항이 다르다.
백포도주는 청포도 또는 적포도의 껍질을 벗긴 흰 과육으로 만든다. 일단 수확되면 포도를 압착하여 과즙을 추출한다. 과즙은 발효 탱크에 들어가 포도에 존재하는 효모에 의해 당분이 알코올로 변형된다.

### 포도 수확

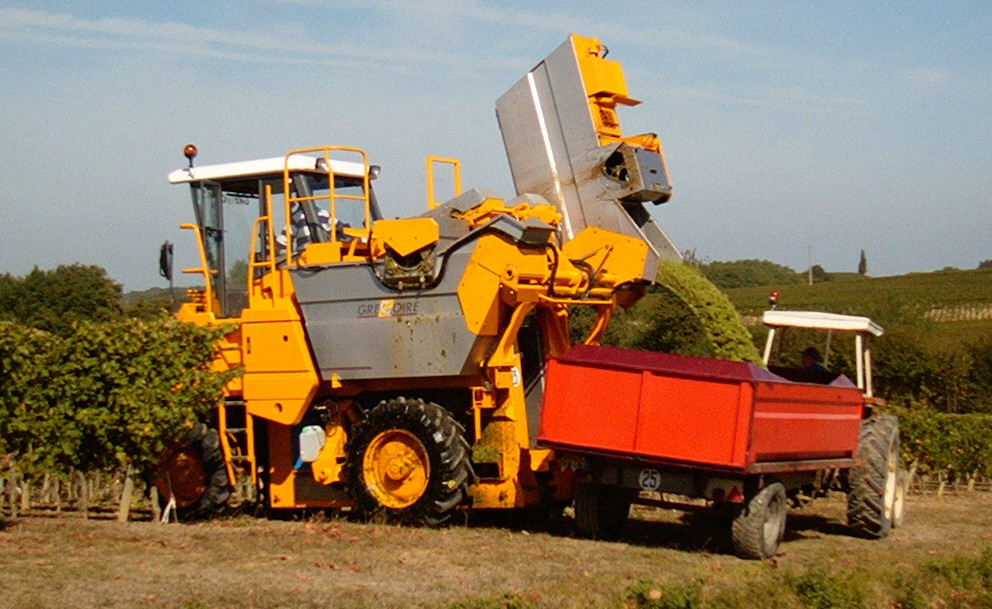
수확기의 수확물을 트레일러로 옮기는 모습.

포도 성숙도는 최종 제품의 요구 사항에 따라 달라진다. 강화 포도주든 천연 포도주든 단 백포도주의 경우 당분이 핵심 기준이다. 드라이 백포도주의 경우 기술적 성숙도를 계산하고 당분이 성숙되기 직전(보통 8일)에 수확한다. 이 시점에서 당분과 산도의 관계가 최적이다. 또한 산도가 낮으면 향후 와인이 과도한 알코올과 생기 부족으로 균형을 잃게 된다. 맛도 덜 신선한다.

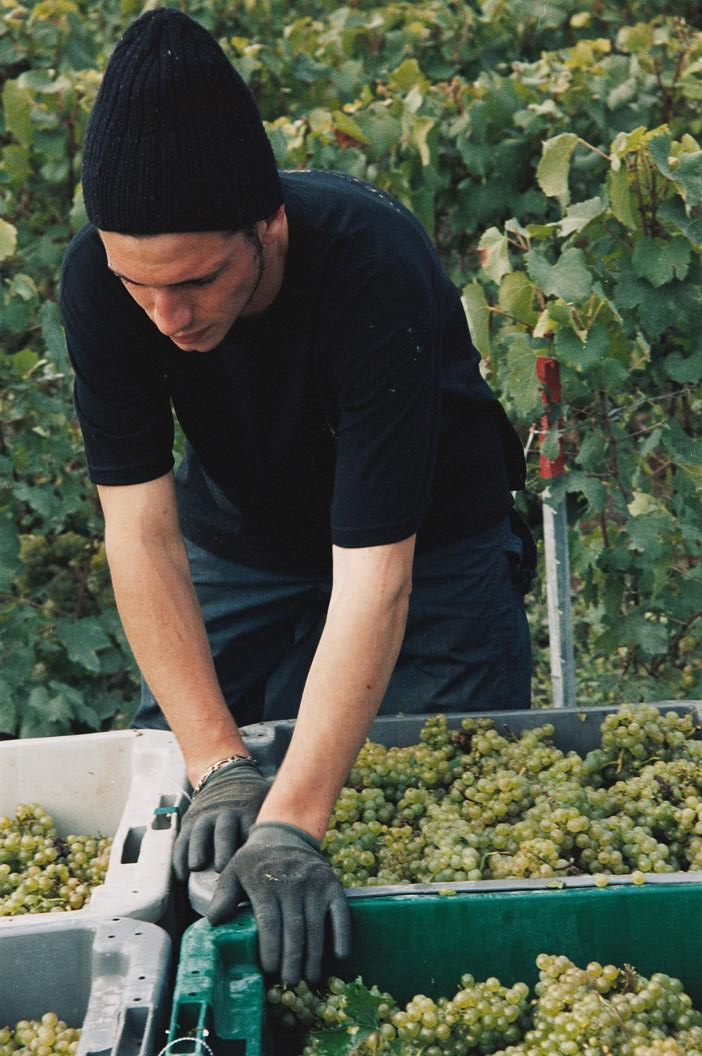
샴페인의 손수확.

전체 송이의 전통적인 손 수확은 드라이 백포도주 수확기기로 인해 점점 둘어들고 있다. 이는 경제적인 선택이지만 항상 질적인 선택은 아니다. 포도의 취약성 때문에 포도주 양조장으로 신속하게 옮겨 산화로부터 보호해야 한다. 포도나무와 양조장 사이의 운송 시간이 길 경우 수확물을 냉장 보관하여 질소나 드라이아이스를 사용하여 산소를 차단할 수 있다.
그러나 일부 감미 포도주의 경우 성공적인 수확을 위해서는 알이 최적의 성숙도에 도달했거나 귀부병(의 경우)에 영향을 받은 클러스터만 선택하기 위한 수동 작업과 훈련이 필요하다. 발포성 포도주의 경우 손으로 직접 골라내는 수선을 권장하며, 껍질이 착색된 포도로 만든 백포도주의 경우 반드시 수선이 필요하다.

### 발효 전 처리

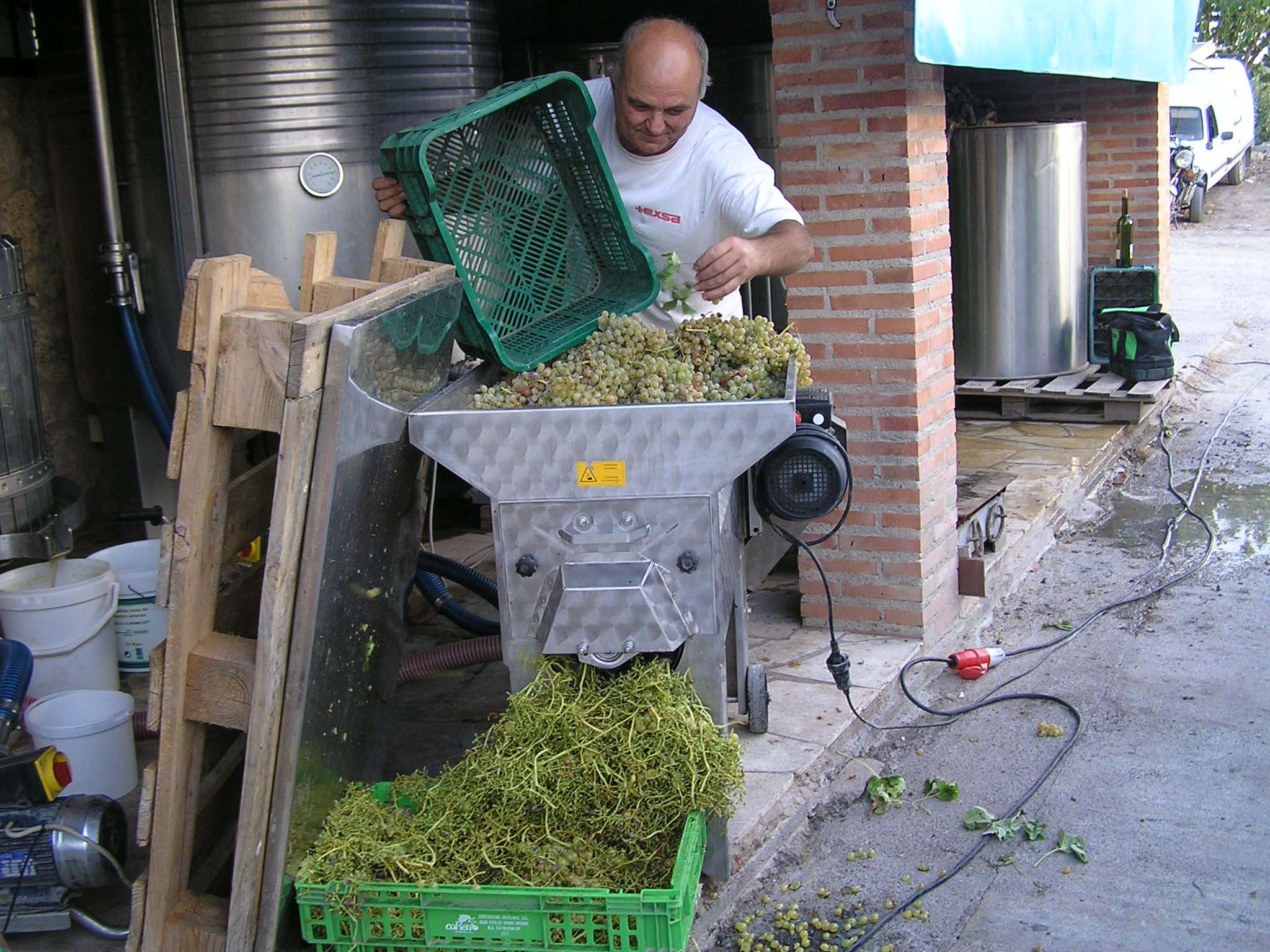
줄기 제거용 소형 셰이커

양조장에서 포도를 가공하는 첫 번째 단계는 필요한 과즙의 성분과 원치 않는 부분을 분리하는 것이다. 이 단계에서 뒤따르는 과정은 주로 포도주의 이후 품질을 결정하게 된다. 이를 위해 일반적으로 포도송이를 흔든 다음 밟는다. 적당히 밟는 관행은 알이 터지도록 하여 즙과 과육을 방출한다.(알이 너무 빨리 터지면 머스트가 색을 띠게 되므로 적포도로 만드는 백포도주에는 사용할 수 없다). 흔들거나 stalking하는 관행은 포도송이에서 줄기를 분리할 수 있는 장점이 있으며 누를 때 초본 맛을 내는 것을 방지한다. 껍질은 짓무르지 않고 투명한 노란색이 유지된다.

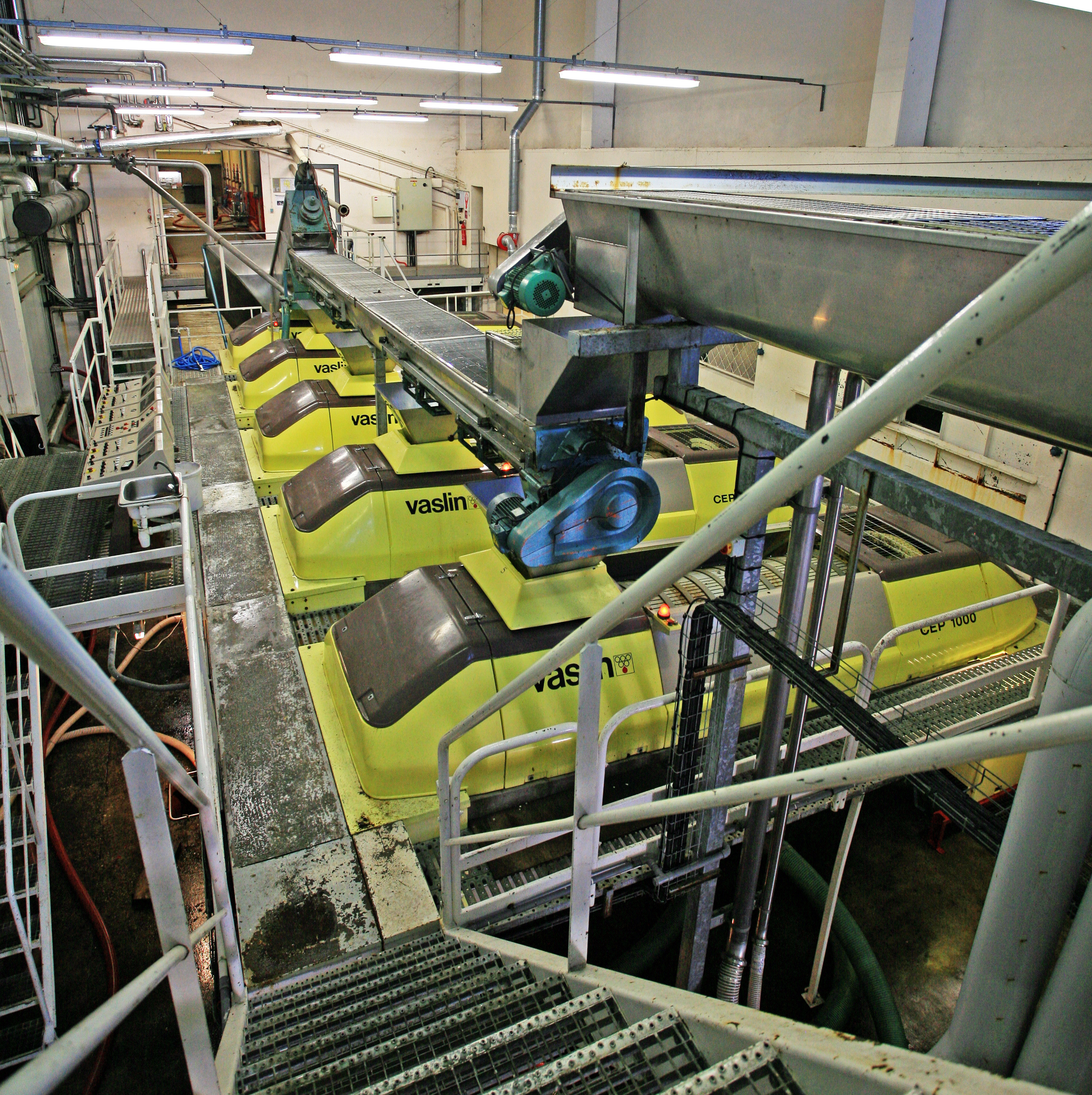
포도주 압착기 대열.

밟아내고 줄기를 제거한 수확물을 압착한다. 와인 프레스의 유형도 와인의 잠재적 품질에 영향을 미친다. 1980년대 이후 공압 프레스는 밀폐된 조건에서 작업하고 압력을 미세하게 제어하여 포도를 손상시키지 않고 즙을 추출할 수 있도록 함으로써 관련 작업을 개선했다.

### 침전
침전은 과즙에서 찌꺼기를 제거하여 과즙을 명확하게 하기 위한 것이다. 찌꺼기는 현탁액의 콜로이드, 껍질이나 펄프의 잔해, 외인성 잔해(토양)이다.
정적 침전은 잔해물이 가라앉도록 머스트를 남겨 두는 것으로 구성된다. 압착 후 머스트는 공기를 차단한 탱크에 그대로 방치한다. 부유 입자는 탱크 바닥에 침전된다. 이는 펙틴 화합물로 구성된 장쇄 탄소인 펙톨분해 효소를 첨가함으로써 촉진된다.
동적 침전은 잎에서 과즙의 분리를 가속하는 기계로 수행된다. 원심분리기는 가장 큰 입자를 제거하지만 높은 수준의 명확성을 달성하지 못한다.
부유 침전은 탱크의 바닥에 기체의 도입이 기포를 생성하여 입자가 표면으로 올라와 스크레이퍼에 의해 제거되는 기술이다. 회전식 진공 필터를 사용한 여과는 비교적 느리지만 효과적이다. 원심분리기에서 나오는 찌꺼기 속의 투명한 과즙을 회수하기 위해 종종 사용된다.

뮈스카데 포도주를 만드는 5단계
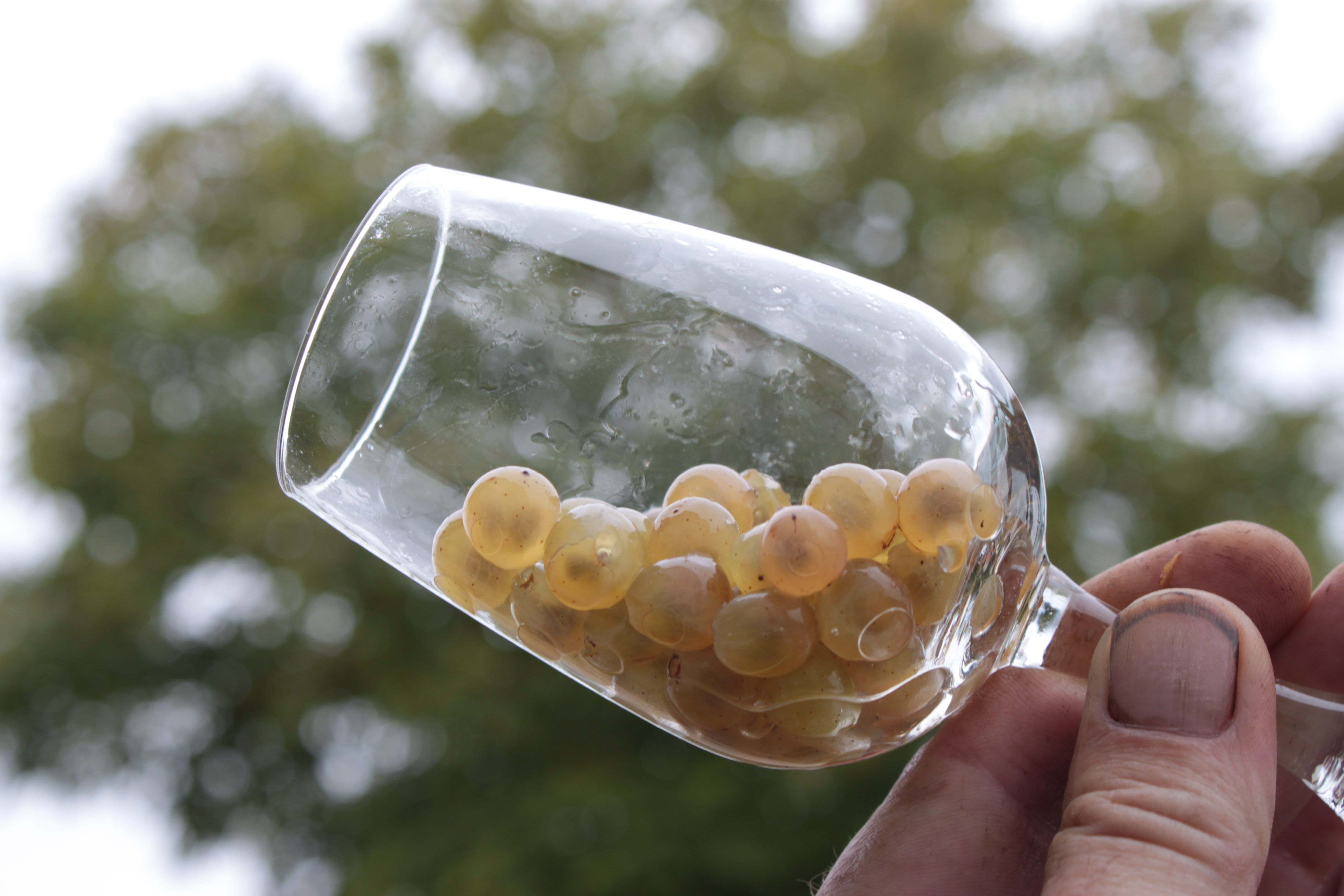
1단계: 포도 열매
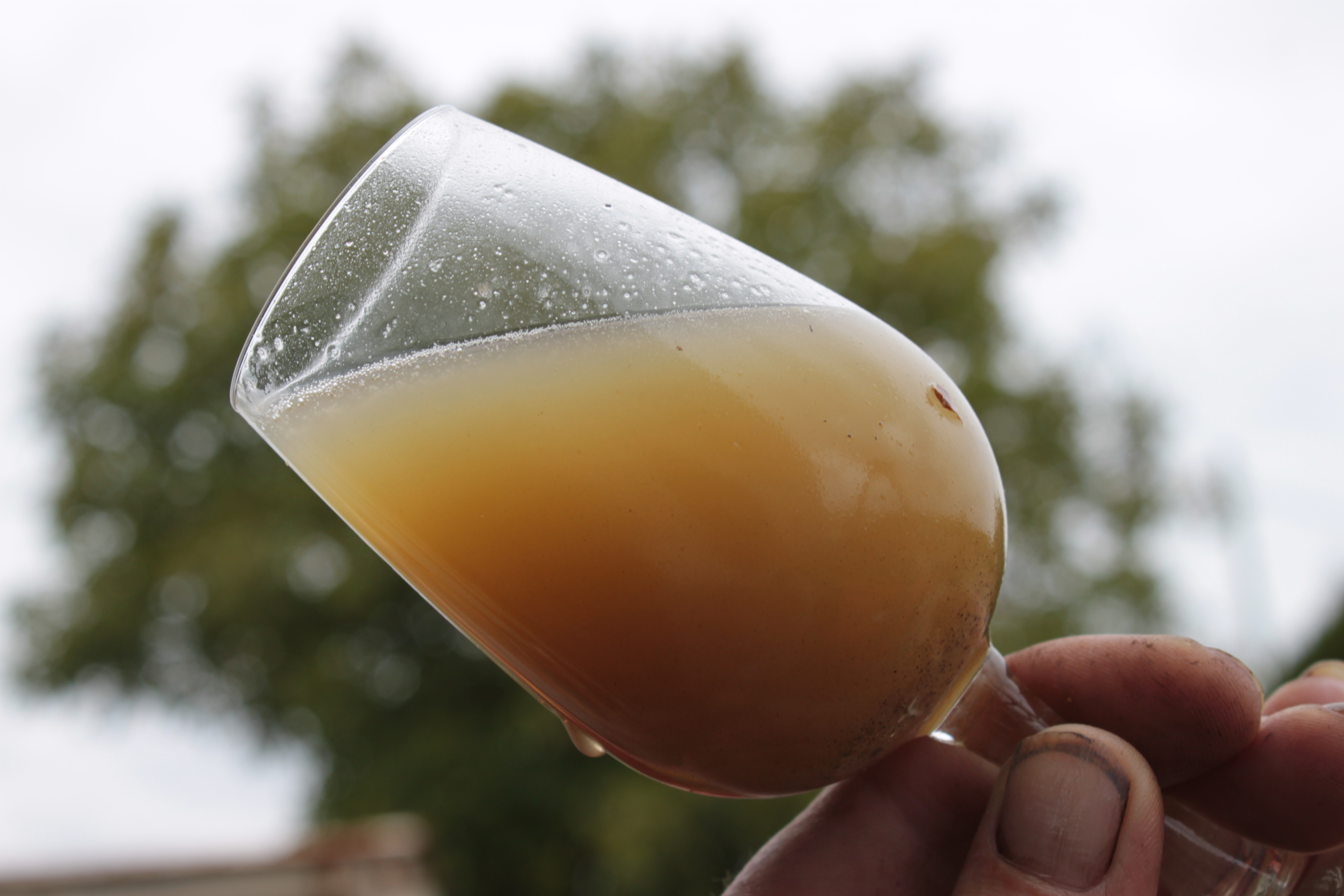
2단계: 포도 주스
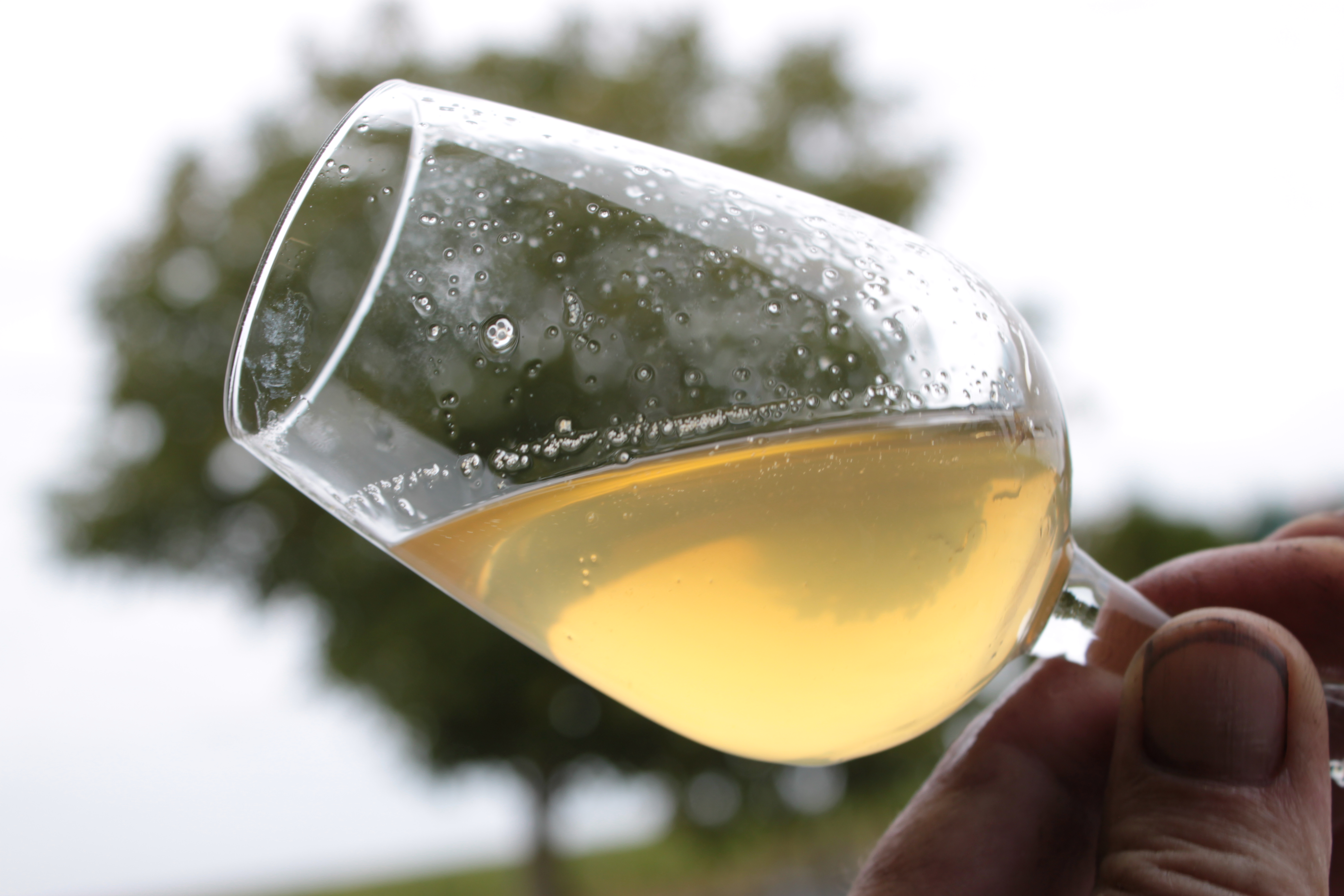
3단계: 착즙, 여과하고 디캔딩하지 않은 것.
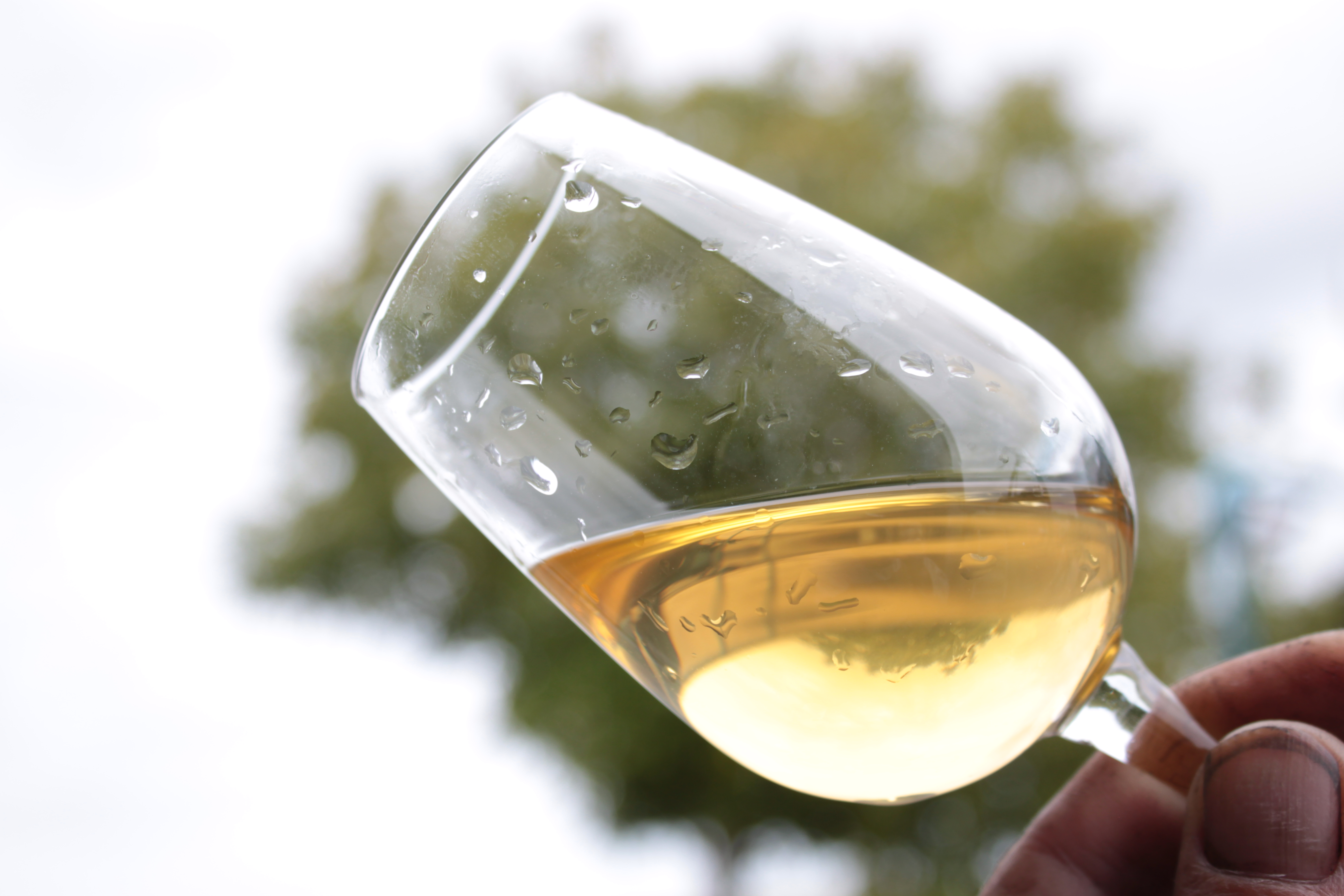
3단계: 착즙, 여과하고 디캔딩한 것.
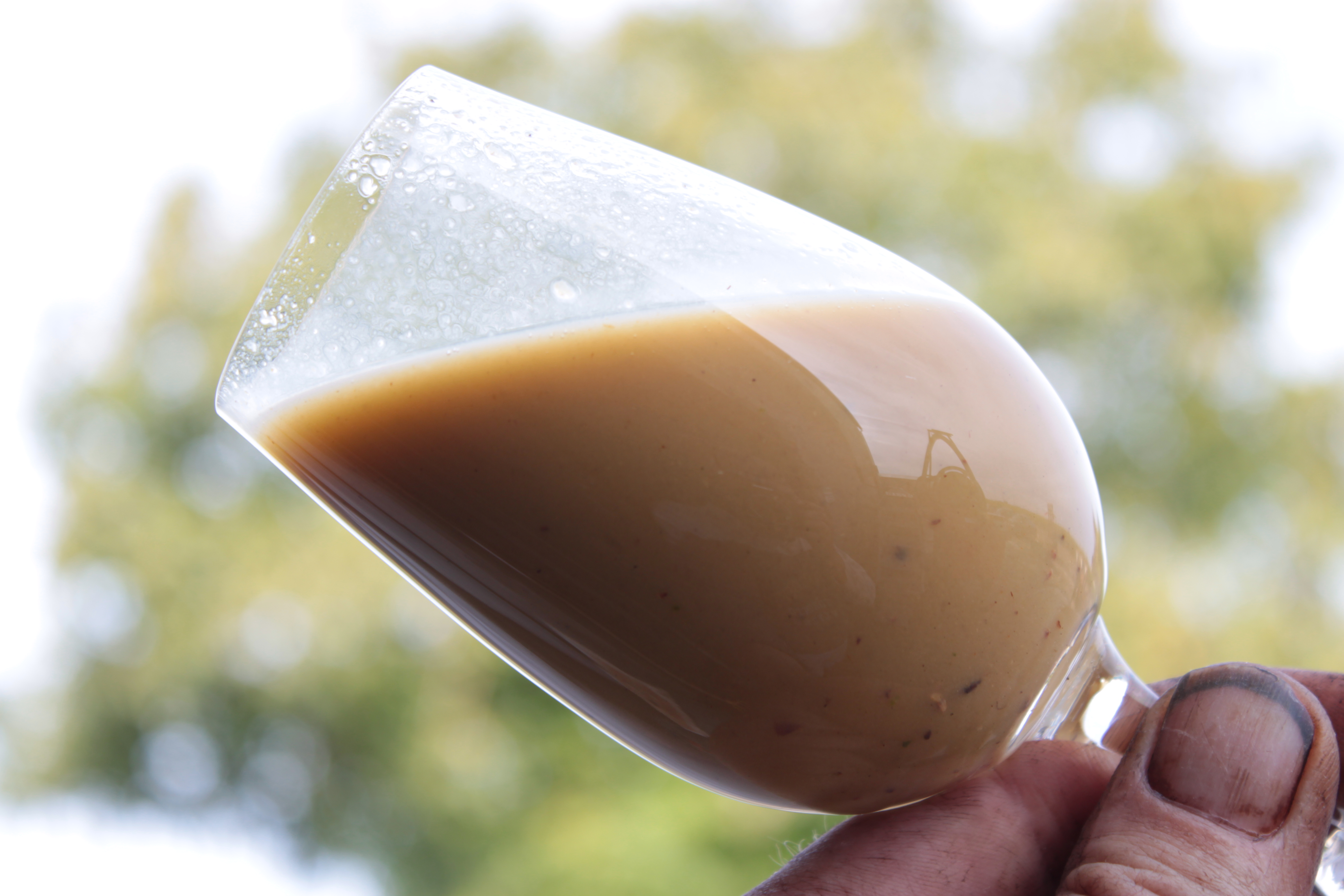
4단계: 찌꺼기. 이후에 필터링된다.

### 발효

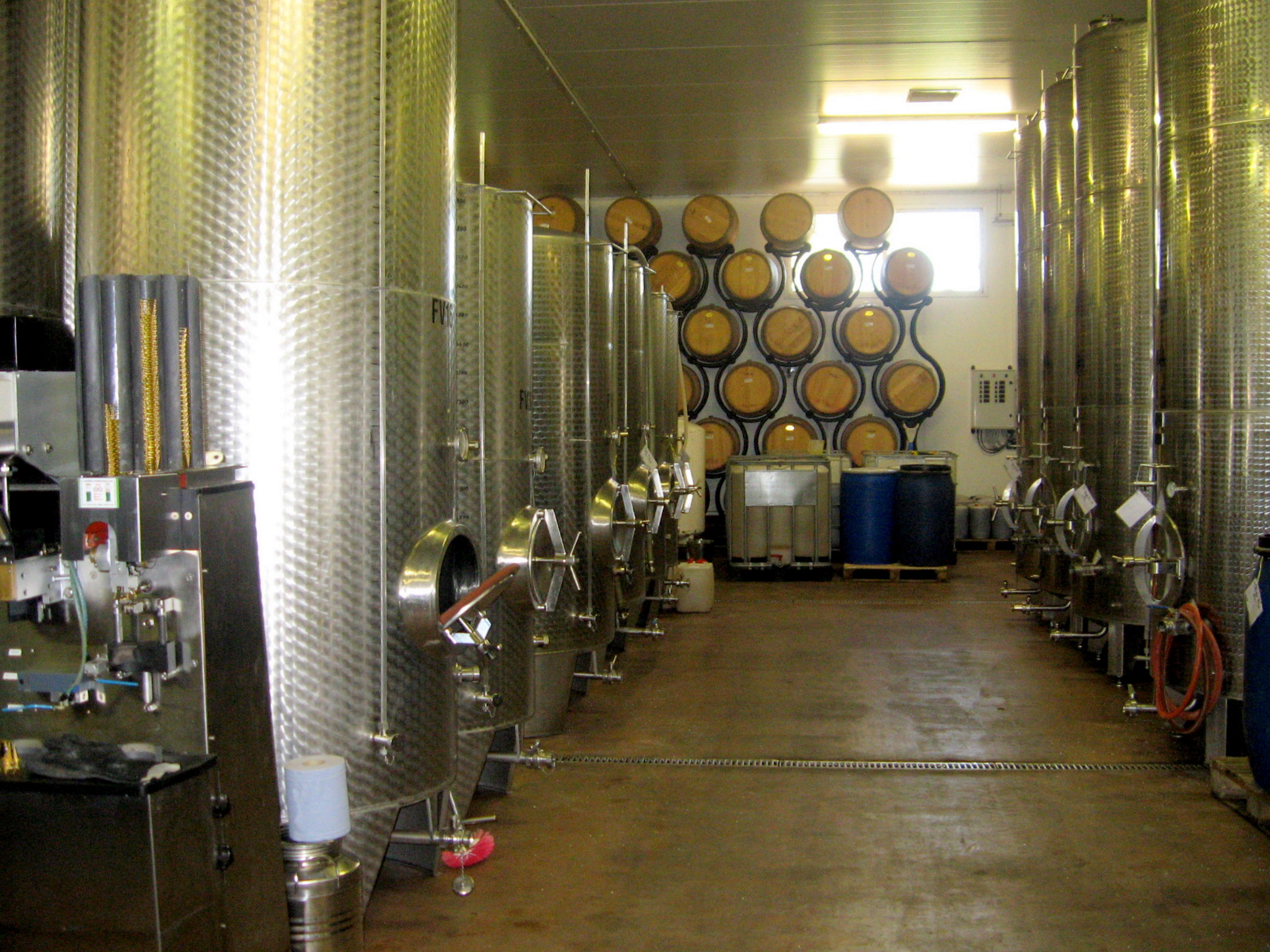
영국의 스테인리스 스틸 탱크에서 발효.

그런 다음 맥아즙을 탱크에 넣어 발효시킨다. 이러한 발효 탱크는 오크통, 에폭시로 코팅된 시멘트, 스테인레스 또는 에나멜 강철 또는 에폭시 수지 등 여러 유형이 될 수 있다. 대용량 탱크의 경우 일반적으로 약 18°C의 온도 제어가 가능하다. 대부분의 방향족 성분(알코올의 아세트산염과 지방산의 에틸 에스테르)은 18°C 이하에서 라이트 주스가 효모에 의해 합성되어 발효된다. 그러나 투명도와 낮은 온도는 발효를 지연시키는 요인이다. 이러한 어려운 작업 조건을 위해 선별된 효모를 첨가하는 것이 중요하다.
발효는 포도에 있는 천연 효모의 작용으로 자연스럽게 시작된다. 와인메이커는 시중에 판매되는 활성 건조 효모를 사용하도록 선택할 수 있다. 품종의 특성이나 제조방법 등을 표현하는데 도움이 될 수 있다. 드라이 백포도주의 경우 당분이 다 떨어질 때까지 발효가 계속된다. 그런 다음 와인은 일반적으로 찌꺼기를 제거하기 위해 디캔팅된다. 배럴에서 발효가 이루어질 때 온도는 종종 20°C 또는 심지어 25°C를 초과한다.

## 포장 전 준비

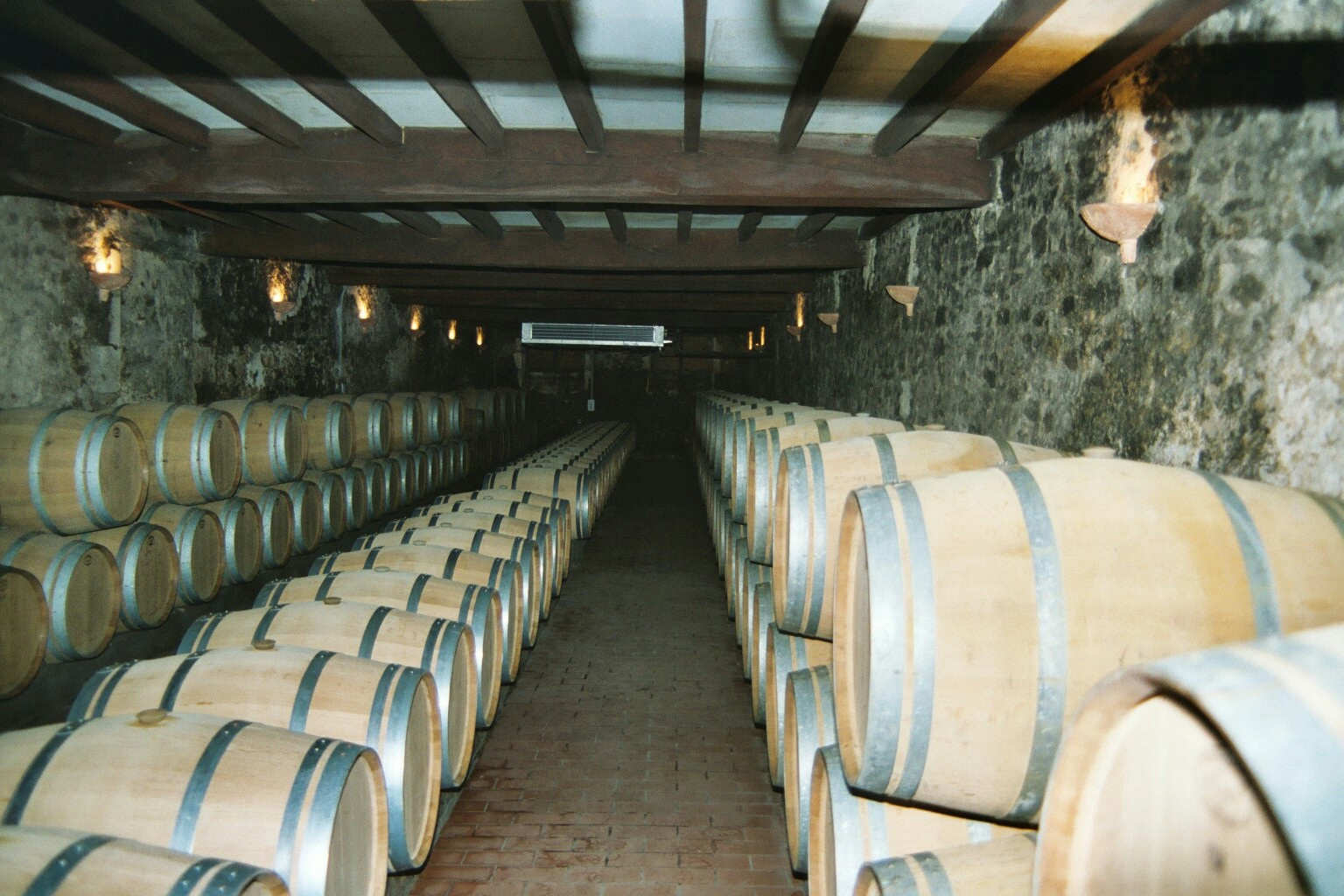
포도주창고 숙성 스위트 백포도주(소테른)

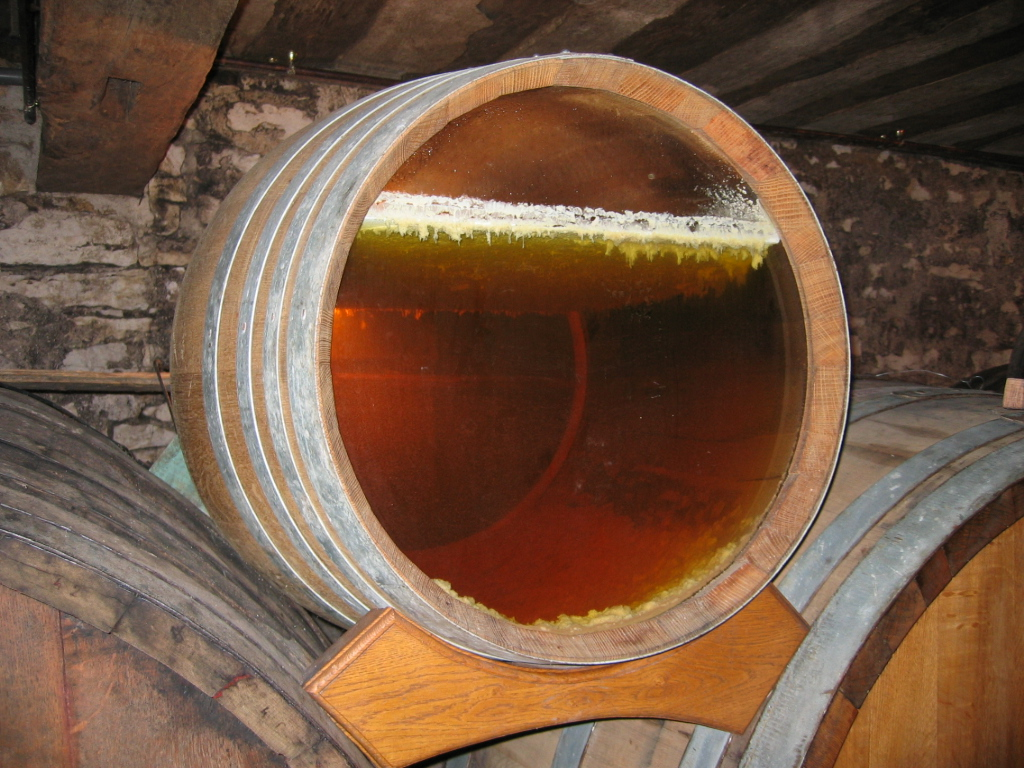
효모 층 아래에서 숙성된 뱅존(vin jaune)

발효 후 모든 포도주는 소비에 적합하도록 지속적인 관리가 필요하다. 병입 전 이러한 모든 관행을 엘르바쥬(élevage) 또는 숙성(Maturing)이라고 한다.

### 숙성
숙성은 통에서 이루어질 수 있다. 포장을 준비하는데(병입 또는 백인박스) 거의 시간이 걸리지 않지만 찌꺼기의 숙성에 의해 연장될 수 있다. 이런 종류의 숙성은 포도주의 현탁액에 미세한 찌꺼기를 정기적으로 첨가하는 것으로 구성된다. 죽은 효모는 스스로 소화(자기소화)되는 미세한 찌꺼기에 사용되며 포도주의 볼륨과 바디 과일향을 지탱할 수 있다. 이 작업은 바토나주 또는 교반이라고 하며 전통적으로 오크통의 바닥에 있는 찌꺼기를 교반하기 위해 막대기로 수행된다. 이 기술은 잘 제어될 필요가 있지만, 그렇지 않으면 효모로부터 환원효소 아황산염의 활성으로 인해 포도주이 Goût de réduit(감소된 맛)이 나타날 수 있다. 이 작업은 뮈스카데와 같은 금속제 통, 부르건디와 많은 샤르도네와 같은 오크통 또는 샴페인과 같은 병에서 수행할 수 있다.
숙성은 오크통 안에서 이루어질 수도 있다. 포도주는 발효 후에 오크통 안에 넣어지지만 발효 자체도 오크통 안에서 일어날 수 있다. 오크통 안에는 두 가지 역할이 있는데, 포도주에 토스트, 버터, 바닐라향을 내지만 나무 벽을 통해 규칙적으로 아주 적은 양의 산소를 공급함으로써 포도주의 숙성을 돕는다. 이 산소는 포도주의 성분을 중합시키 포도주가 덜 공격적이고 균형이 잘 잡힐 수 있도록 돕는다.

### 블렌딩
블렌딩은 원하는 최종 블렌드를 얻기 위해 다양한 포도주을 혼합하는 것으로 구성된다. 이 혼합물은 다양한 품종(보르도 포도주 또는 랑그도크루시용 포도주의 경우)으로 구성되거나 빈티지와 품종을 혼합(샴페인의 경우)할 수도 있다.
이러한 블렌딩은 순수하게 정량적일 수 있으며, 원하는 양을 얻기 위해 다양한 빈티지를 블렌딩할 수 있다. 또한 질적일 수도 있으며, 감별사 또는 감별사팀(셀러 마스터, 와인메이커, 사유지 소유자 등)은 최적의 품질을 얻기 위해 최종 블렌딩에 함께 혼합할 각 포도주의 양을 결정한다. 포도주 제조에서 블렌딩은 항상 경험적이며, 두 개 이상의 빈티지를 조합하여 예상한 제품이 나올 것이라고 장담할 수 없다. 유일하게 안정된 값은 분석 값(알코올 도수, 산도, pH 등)이다.

### 여과

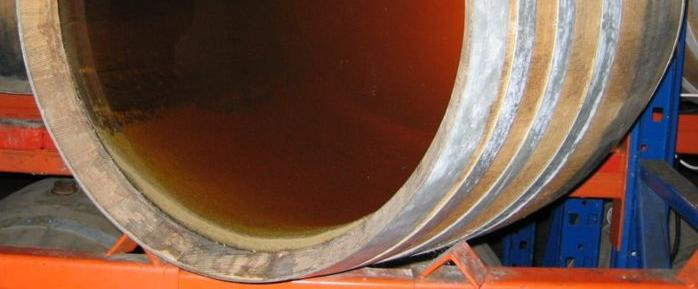
통 바닥에 쌓인 찌꺼기.

여과는 포도주인 물-알코올 용액에서 현탁액 중 불용성 입자를 제거하는 것으로 구성되며, 안정화는 병에 담긴 기간과 식탁에서 소비되는 기간 동안 포도주에 용해된 성분의 용해도를 유지하는 것이다.
포도주을 정화하려면 포도주 용기 바닥에 입자가 침전될 때까지 기다려야 하지만 양조용 접착제(oenological adhesives)를 사용하면 이 과정을 가속화할 수 있다. 이러한 첨가제는 불용성 입자와 결합하여 바닥으로 떨어진다.
탄닌산(또는 갈로탄산) C76-H52-O46은 카제인, 젤라틴, 아이신글라스를 사용하여 백포도주을 정화하는 데 사용된다.

### 안정화
대부분의 포도주 성분은 포도주에 용해된다. 그러나 일부 성분은 포도주을 숙성하거나 저장하는 동안 불용성 형태를 취할 수 있으며, 타르타르산의 경우가 그렇다. 칼륨을 함유한 소금인 타타르산수소포타슘이 병 바닥에 결정 형태로 존재한다. 이는 자연스러운 현상이지만 판매상들과 정보가 없는 소비자가 이 결정을 결함으로 여기기 때문에 많은 생산자가 이를 피하려고 한다. 이는 저온 보관으로 인해 발생하거나 가속화된다. 저온에서는 용해도가 감소한다. 상쾌한 백포도주을 마시는 습관 때문에 이 포도주는 이러한 현상에 특히 민감한다.
포도주을 안정화하기 위해 다음과 같은 몇 가지 솔루션을 사용할 수 있다:
첫 번째는 포도주을 몇 주 동안 냉동에 가까운 영하의 온도로 냉각 시키는 것이다.타타르산수소포타슘 결정은 침전되면 병 또는 백인박스에 포장되기 전에 여과에 의해 제거될 수 있다. 이 용액은 냉장 에너지 비용이 많이 들고 포도주의 기관감각수용성 품질에 부정적인 영향을 미칠 수 있다.
또 다른 해결책은 타르타르산 중합체인 메타타르타르산을 포도주에 첨가하는 것이다. 그 작용 방식은 아직 알려지지 않았지만 미세한 결정이 자라는 것을 방지한다. 그러나 따뜻할 때 가수분해되기 때문에 장기간(6~18개월) 효과가 지속되지 않는다.
세 번째 방법은 전기투석이다. 두 판 사이의 전류가 포도주 이온을 끌어당겨 제거한다. 그러나 이 용액은 타르타르산뿐만 아니라 다른 화합물, 특히 불용성 중타르타르산염 형성을 담당하고 관능 품질을 변경하는 칼륨에도 작용한다. 그러나 확실한 안정화가 가능하다.
마지막으로 최근 몇 년 동안 수행된 셀룰로오스검 또는 카르복시메틸셀룰로오스(CMC) 첨가에 대한 연구는 2009년에 승인을 얻었다(EC 규정 606/2009).

### SO2사용
SO2 또는 이산화황은 수확부터 포장까지 모든 포도주 제조 작업에 사용된다. 이는 산화 현상, 산화효소 작용(포도주의 폴리페놀을 산화시키는 효소), 효모와 박테리아의 미생물 개체수 조절(살균 효과)로부터 포도주을 보호하는 역할을 한다.
최대 허용량은 포도주의 당도에 따라 다른데, 잔류당은 발효를 다시 시작할 수 있는 미생물의 공격에 취약하기 때문이다. 프랑스에서는 뱅 드 페이(Vin de Pays, 컨트리 포도주)의 경우 150 mg/L, 스파클링 포도주의 경우 185 mg/L, 강화 포도주의 경우 200 mg/L, 드라이 백포도주의 경우 200 mg/L, 잔류당이 5g/L 이상인 백포도주의 경우 250 mg/L, 리쿠레오 스위트 포도주의 경우 300 mg/L로 제한된다.

### 여과 및 조절
개인이나 레스토랑에 판매하기 위해 필요한 경우 포도주을 여과한 다음 조절한다. 여과는 포도주에 부유된 미세한 입자를 거르기 위해 포도주을 필터 요소에 통과시키는 것으로 구성된다. 미세한 흙(규조토), 판지 시트, 멤브레인, 직교류 여과가 될 수 있다.
포장 포도주는 역사적으로 다양했다. 초기 방법 중 하나는 포도주 상인이 재고를 오크통에 보관하고 고객이 병을 채우는 것이었다. 유리병은 포도주 산업에 혁명을 일으켰다. 이동의 부재 및 이에 따른 공기 중의 산소 접촉은 제품의 품질을 크게 향상시켰다. 알루미늄 캔, 테트라 팩 상자, 플라스틱 병, 백인박스 등 다른 용기도 등장했다. 이들의 품질은 포도주과 관련된 화학적 불활성 및 산소에 대한 밀폐 특성에 있다.
포도주병에는 포도주 전용의 특정 모양이 부여되었다. 가장 상징적인 것은 스파클링 포도주병으로, 내부의 압력 때문에 상당히 두꺼운 유리병이다. 많은 국가에서 백포도주병에 이 모양을 채택했으며, 이는 레드 포도주병보다 더 유선형이다.

## 포도주 시음

### 색깔
백포도주의 색깔은 포도주의 종류만큼 다양하다. 가장 일반적으로 인용되는 용어는 노란색이다. 그러나 어휘가 풍부하기 때문에 실제 색상과 색조 사이에 시각적 분석을 위한 여유 공간이 남아 있다(색상 범위는 포도주과 잔이 만나는 부분에서 종종 다르다).
색상 척도에서 백포도주는 거의 무색의 흰색일 수 있다. 갓 만든 것은 대개 연한 녹색 또는 연한 노란색 색조를 띈다. 노란색은 시간이 지나면서 어두워지고 성숙해지면서 금색, 구리색, 마지막으로 호박색으로 변한다. 세계에서 가장 어두운 포도주 중 하나는 포도인 페드로 히메네즈(Pedro Ximenez)로 만들어진다. 당의 비율은 포도주의 색상에도 영향을 미치며, 포도 품종의 특성에 따라 색상이 더욱 지속된다. 보르도 소비뇽 블랑 또는 뮈스카데 믈롱는 녹색 색조를 띠는 반면, 비슷한 조건에서 재배되고 양조된 샤르도네 또는 트라미너는 노란색을 띈다.

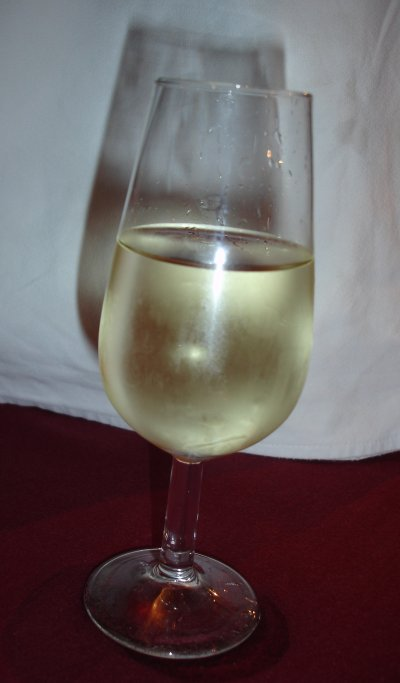
카타비노(셰리)가 담긴 잔
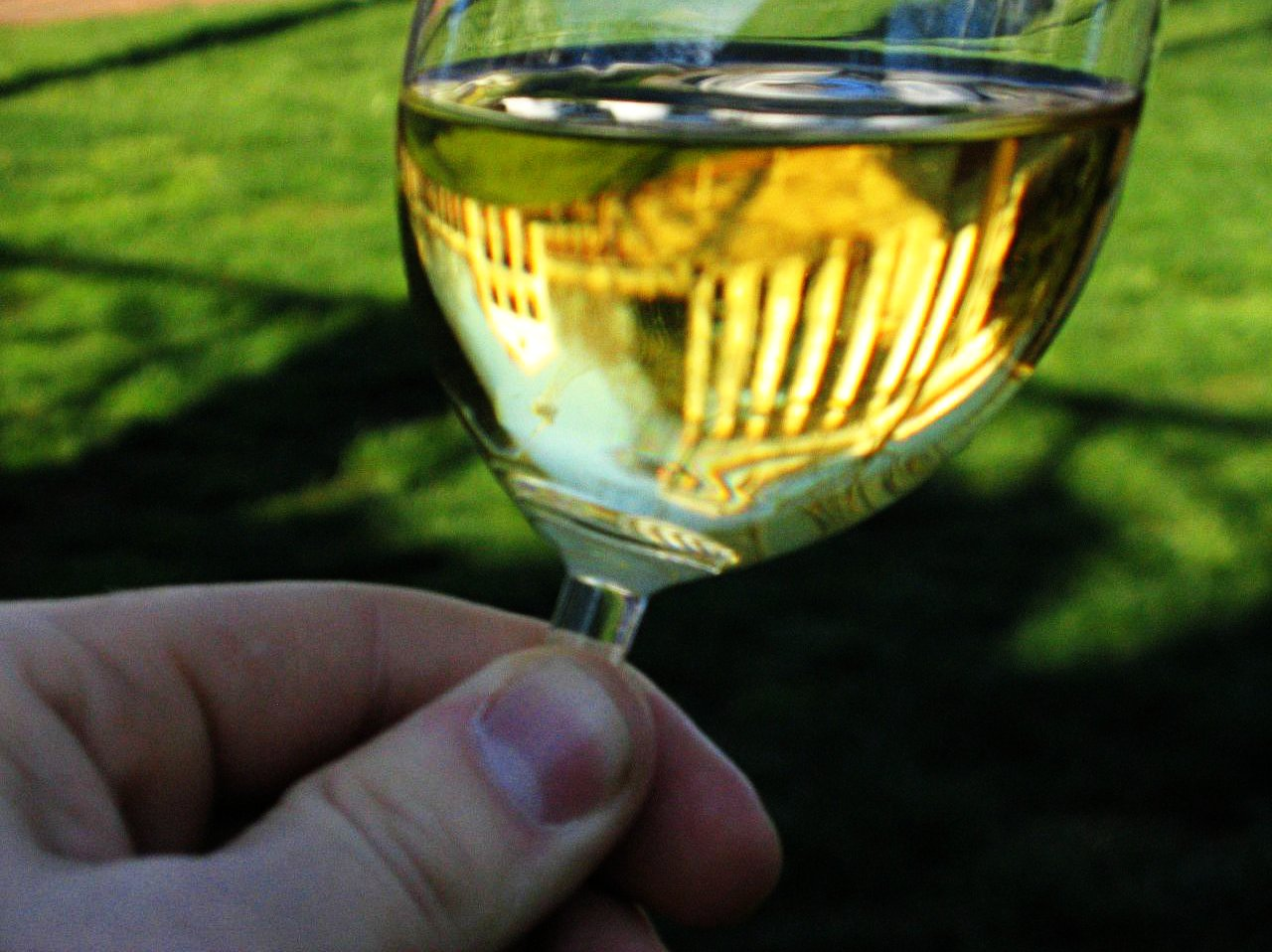
샤도네이
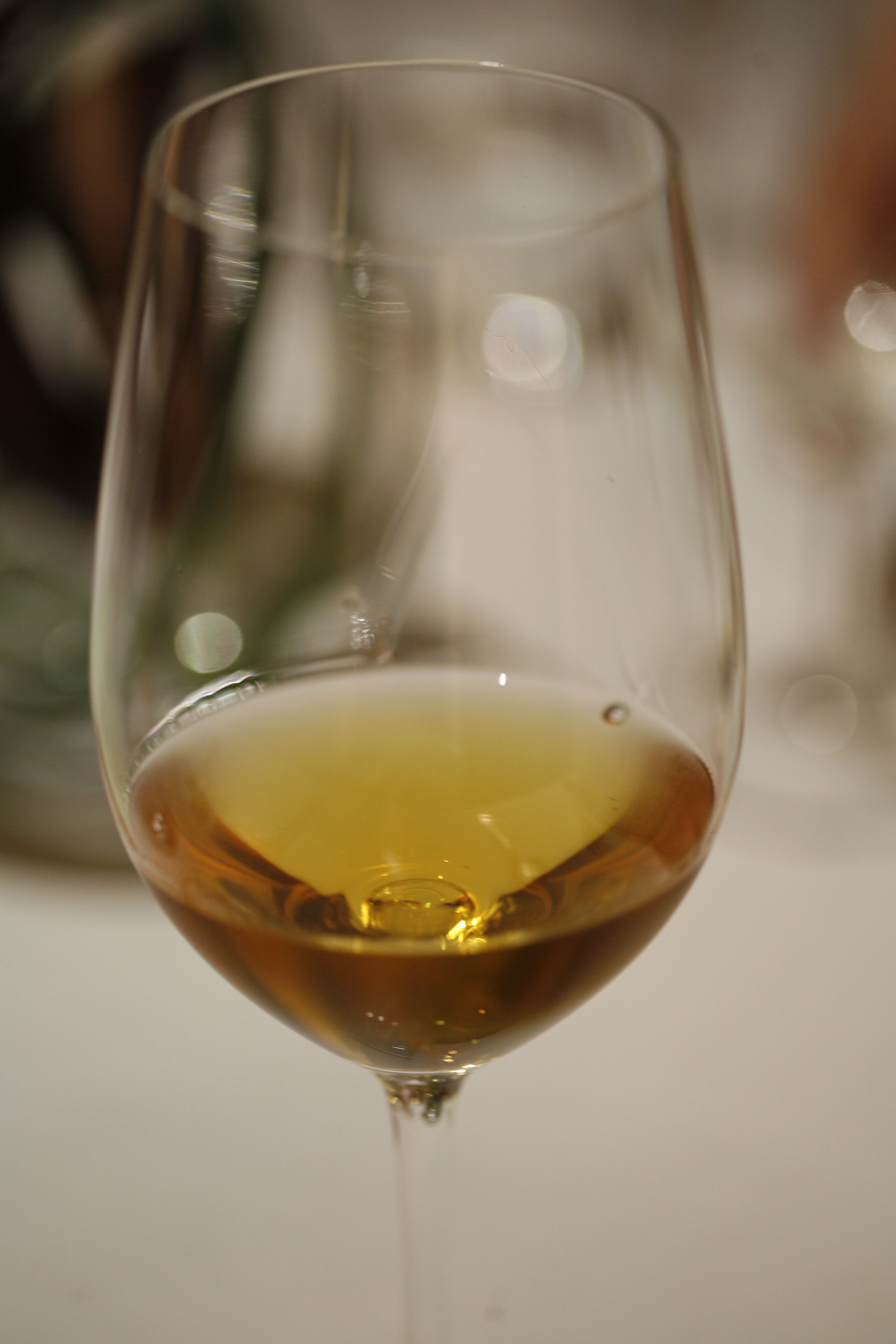
토커이가 담긴 잔
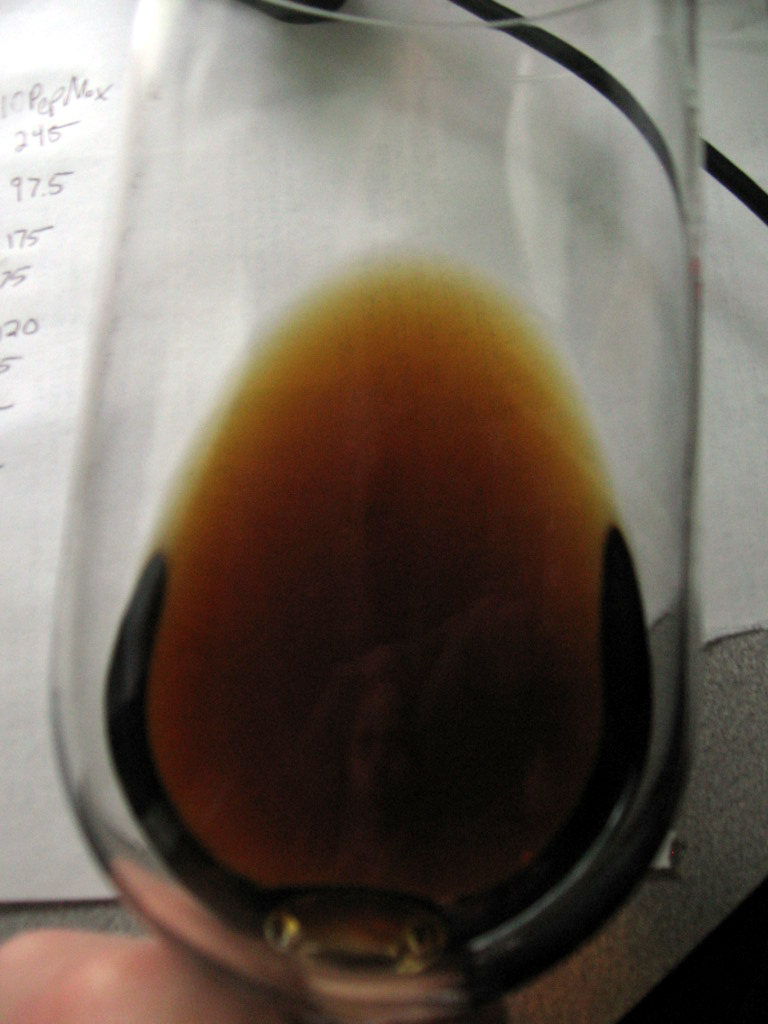
숙성된 백포도주(마데이라).

### 향
백포도주의 향은 포도주 향의 거의 모든 부분을 차지한다. 숙성은 또한 포도주에 다른 풍미를 더해준다. 오크통 숙성은 바닐라, 버터, 브리오슈, 토스트, 카라멜 등의 향을 만들어낸다. 뱅존(Vin jaune)이나 셰리와 같은 장기 숙성 포도주는 신선한 호두, 아몬드, 헤이즐넛의 대표적인 향을 가지고 있다.
마지막으로 토양은 지역의 특징적인 풍미를 부여할 수 있다. 따라서 부싯돌(부싯돌이나 가벼운 돌의 냄새)의 미네랄향은 샤르도네 B와 소비뇽 B에서 잘 표현되며 오일향은 오래된 알자스 리슬링 B의 전형적인 특징이다.

### 맛
입에 넣었을 때 백포도주는 탄닌 구조가 제거된 레드 포도주과는 다른 밸런스를 가진다. 밸런스는 더 이상 알코올과 산도만을 기준으로 하는 것이 아니라, 이것이 백포도주을 만드는 어려움을 설명하는 요인이다.
달콤하고 강화된 백포도주의 경우 당이 있으면 알코올과 산도의 균형을 맞추는 매개변수가 추가된다.
오크통에서 숙성하면 포도주에 나무향이 더해지고 오크나무의 탄닌이 포도주에 구조감을 더해준다. 소테른의 일부 그랑 크뤼(예: 샤토 디켐)에서와 같이 가장 강한 포도주는 새로운 나무에서 숙성하는 것도 지원한다.

### 백포도주잔
유리 용기가 등장한 이래로 포도주 종류별로 특화된 잔이 만들어졌다. 포도주 생산지에는 백포도주 특유의 잔이 많다.포도주의 색깔을 제대로 이해하기 위해서는 잔이 완벽하게 투명하고 무색이어야 한다. 하지만, 디자이너와 식기 제조업자들은 녹색 또는 파란색발을 가진 백포도주잔을 만들었다. 이러한 색깔들은 포도주을 더 돋보이게 – 그늘에서 인공적인 색(잔과 포도주 사이의 분리를 강조하는 반사 장벽) – 인지된 인상을 되살린다.
발포성 포도주는 플루트와 쿠페와 같은 특별한 잔에 제공된다. 플루트는 전문 시음가가 선호하는 잔으로, 시음자의 코에 향을 집중시키고 높이가 표면으로 올라오는 미세한 기포를 감지할 수 있게 해준다. 쿠페는 거품층을 보존하지 못하고 기포와 향이 너무 빨리 빠져나가는 플레어 형태 때문에 권장되지 않는다.

백포도주 잔은 일반적으로 적포도주 잔보다 크고 얇다.
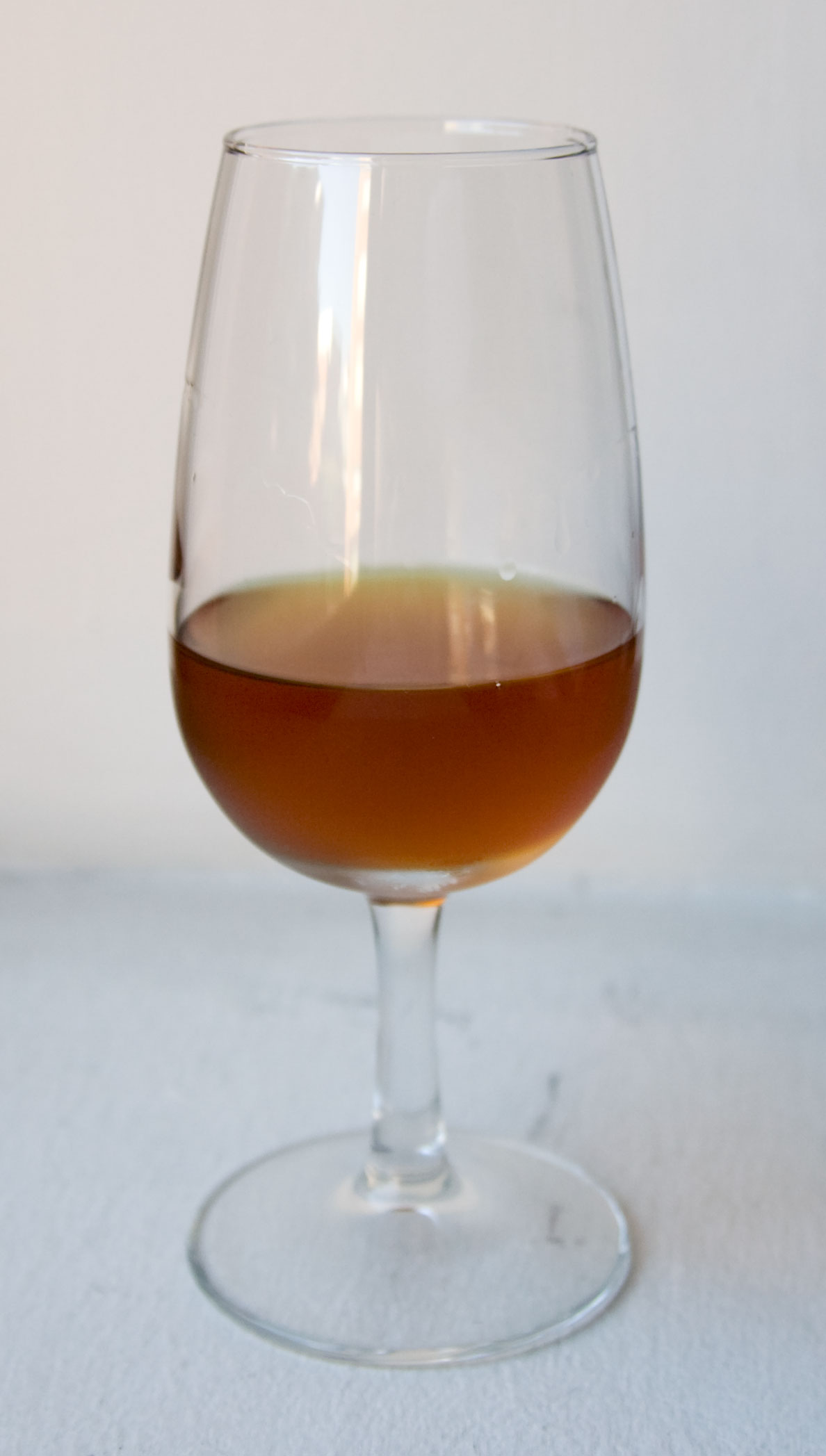
INAO 셰리 아몬틸라도 잔.
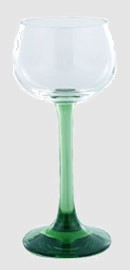
알자스산 유리: 포도주의 색상을 제대로 평가하기 위해 유색 발을 사용하는 것은 권장되지 않는다.
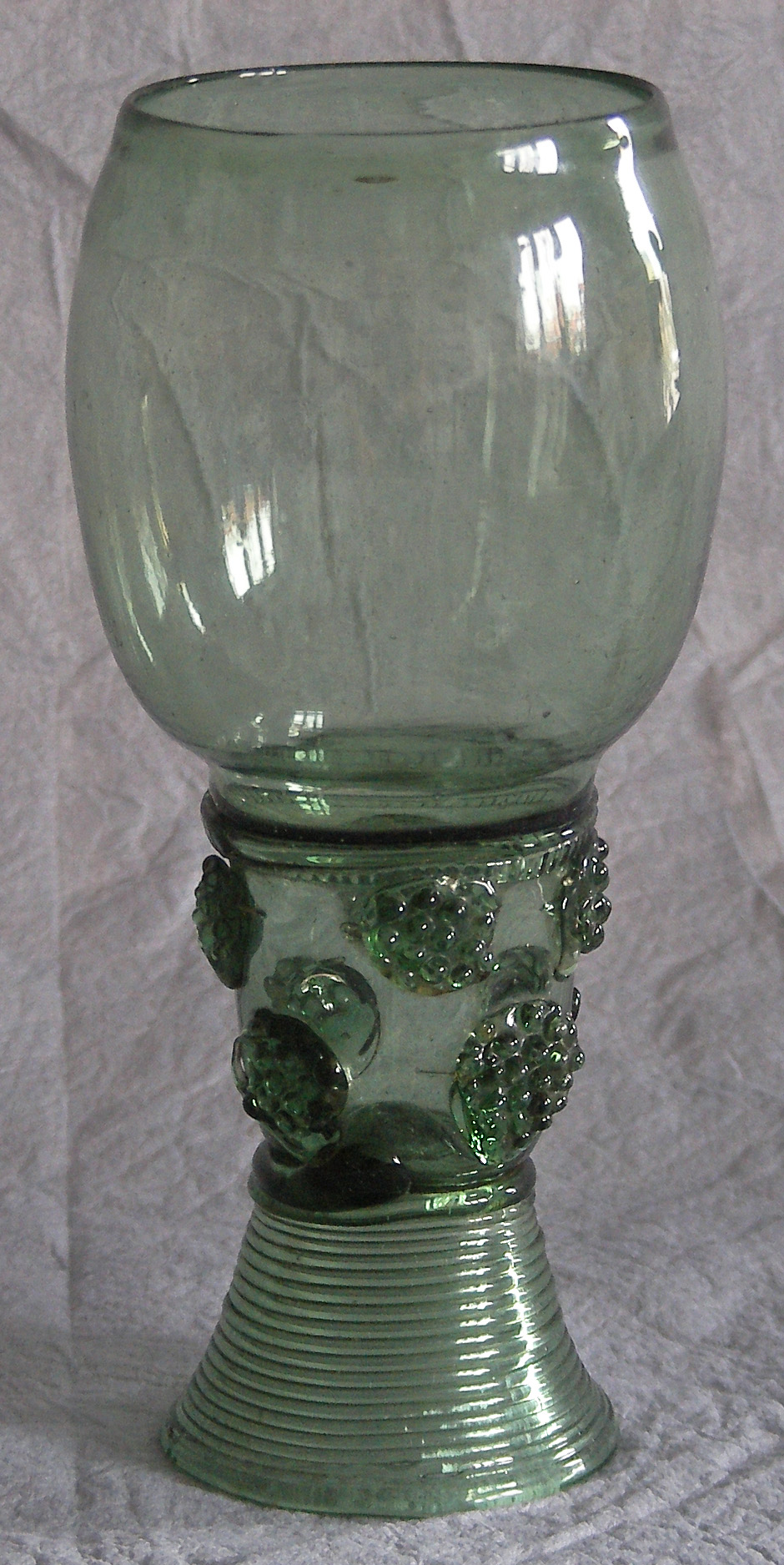
17세기 독일 포도주잔(뢰머).
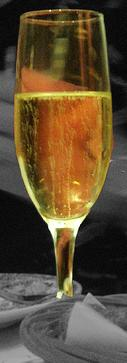
카바용 플루트
발포성 포도주용 플루트
쿠페는 발포성 포도주에 적합하지 않다.
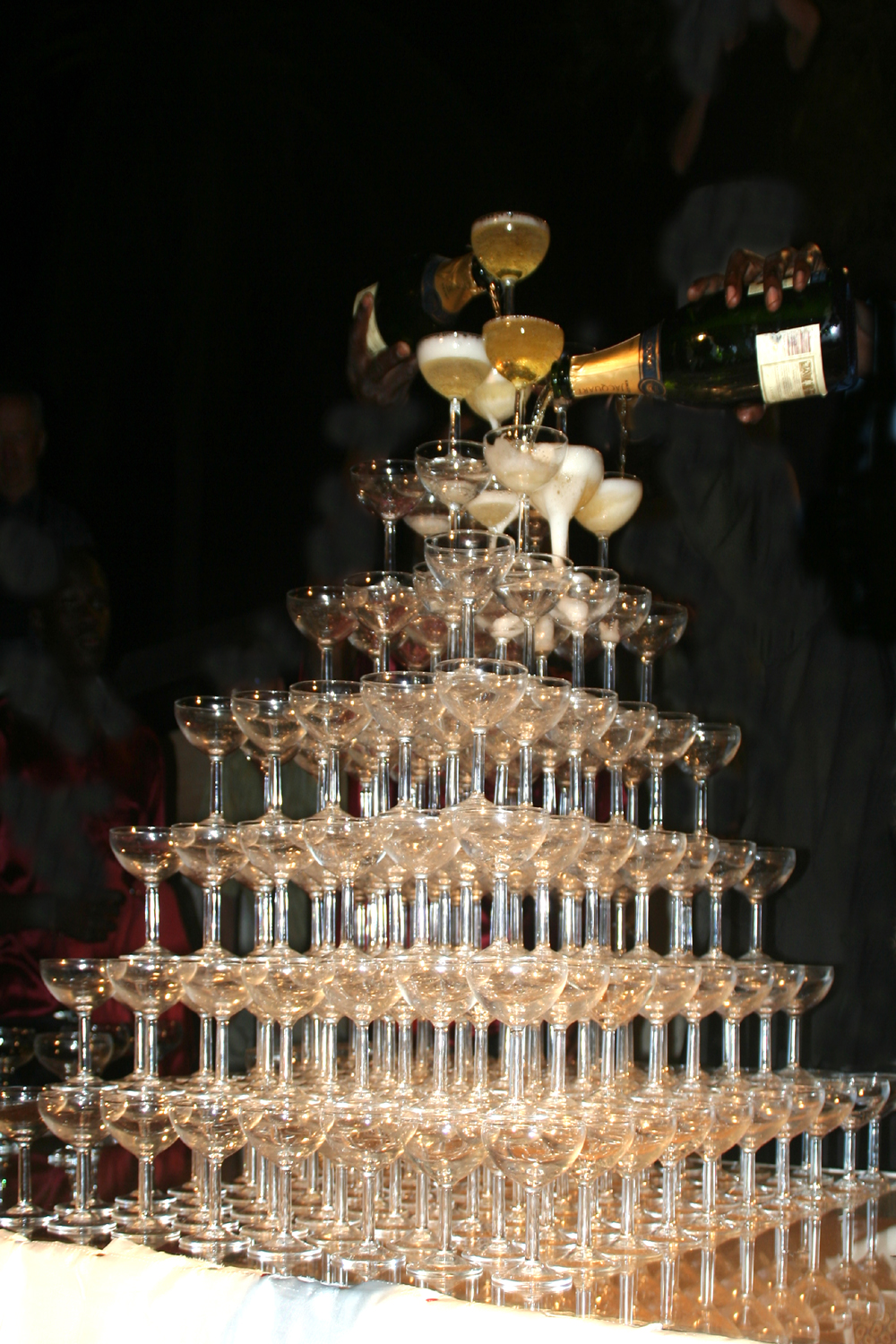
쿠페 피라미드의 드라마틱 이펙트

## 유형

### 드라이 백포도주
드라이 백포도주는 당이 없는 포도주이다. 와인의 균형은 산도와 알코올이라는 두 가지 매개변수만을 기준으로 하기 때문에 개발이 매우 어려운 포도주이다.
1950년대 이전에 전통적인 유럽 와인은 발효를 방해할 만큼 온도가 올라가지 않는 작은 용기에서 만들어졌지만, 이러한 이 양조 방법은 와인에 structure and roundness을 주지만 향은 좋지 않았다. 캘리포니아와 호주에서는 발효 중에 포도와 와인을 식혀야 했기 때문에 와인 제조업자들은 저장고에 냉장 시설, 온도 도절 장치 등 적절한 장비를 갖추게 되었다.

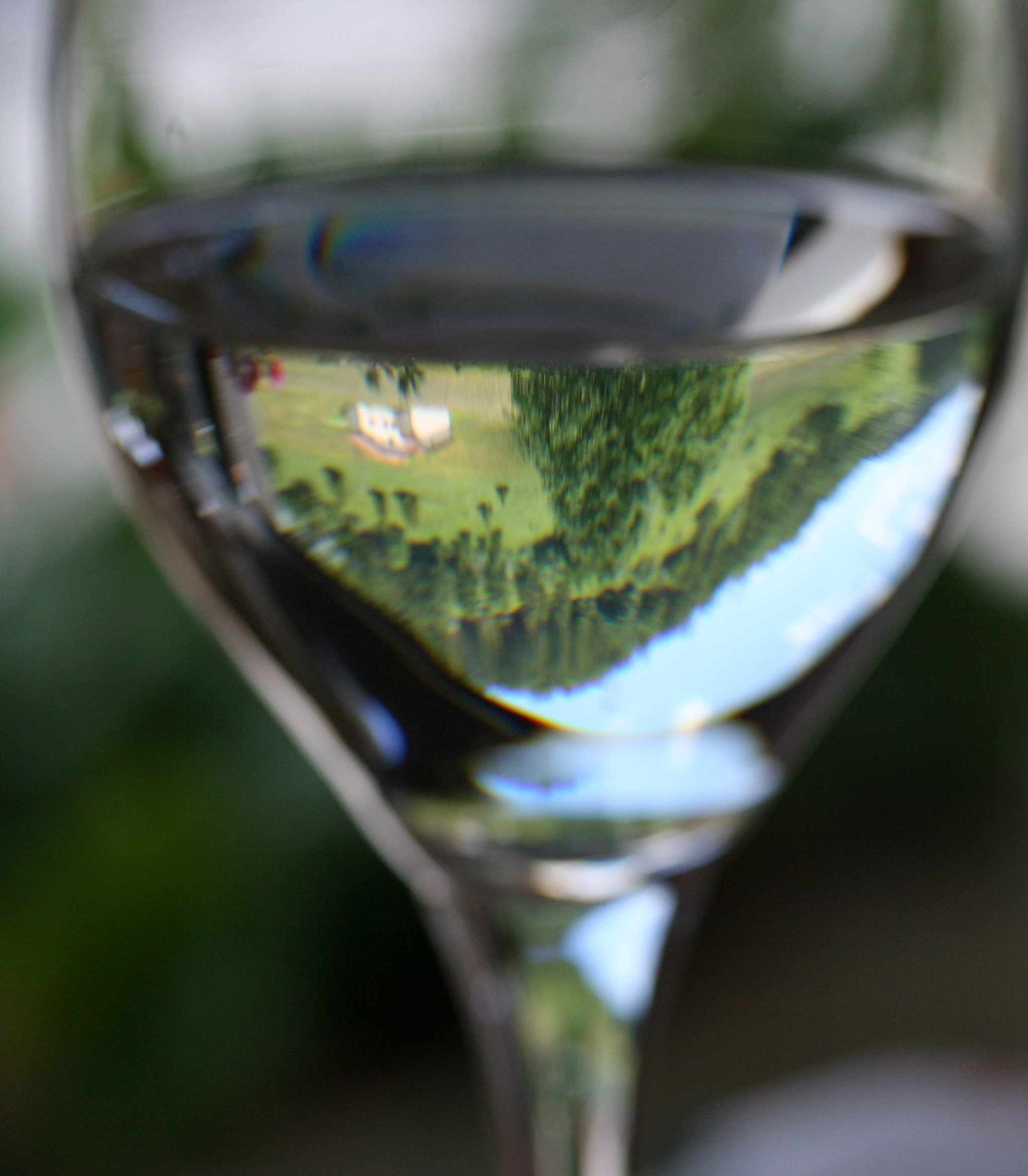
샤블리의 잔
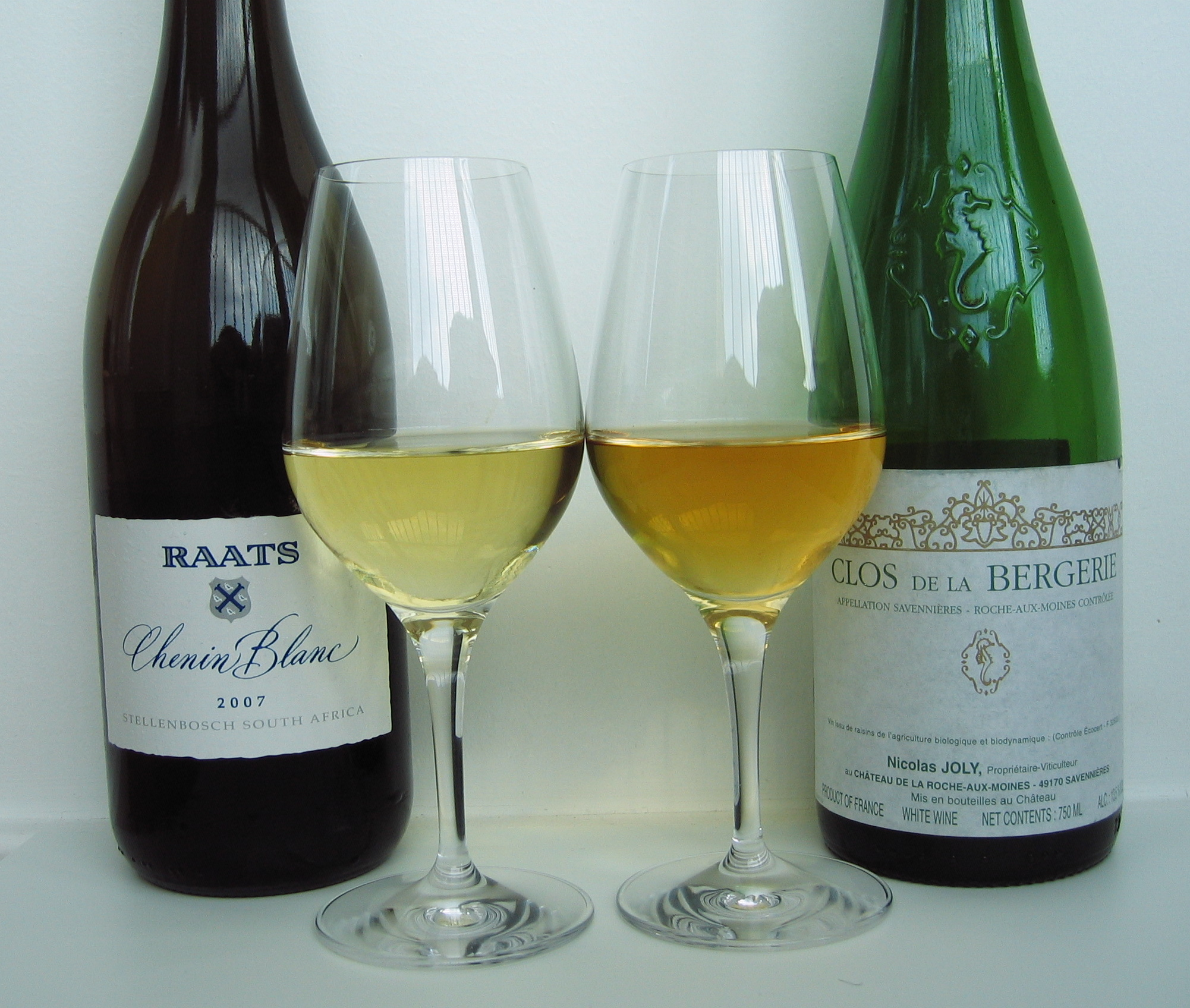
남아프리카 슈냉(왼쪽의 스텔렌보스)과 프랑스산 슈냉(오른쪽의 사베니에르)의 색상 비교
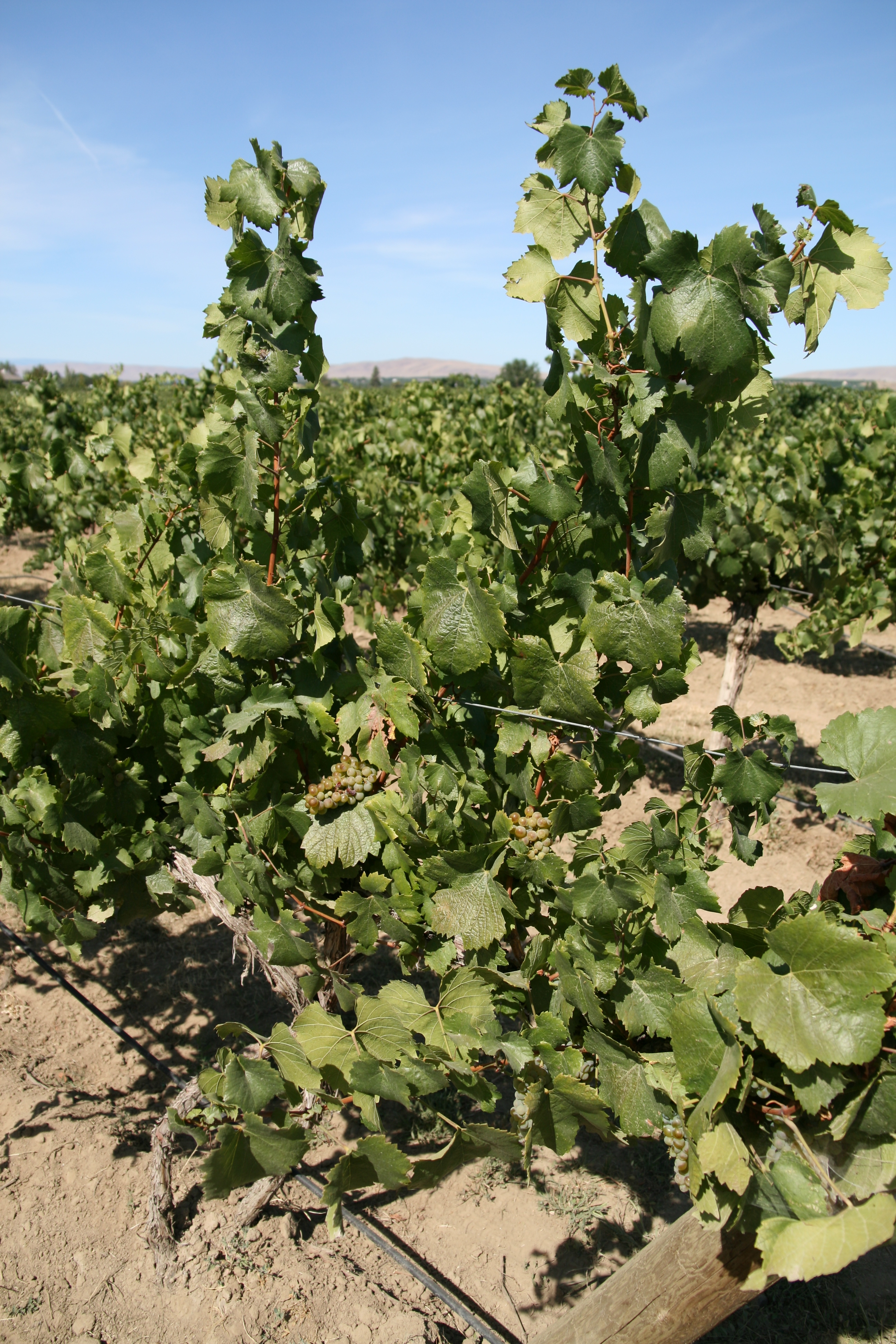
미국 워싱턴주의 리슬링 포도나무
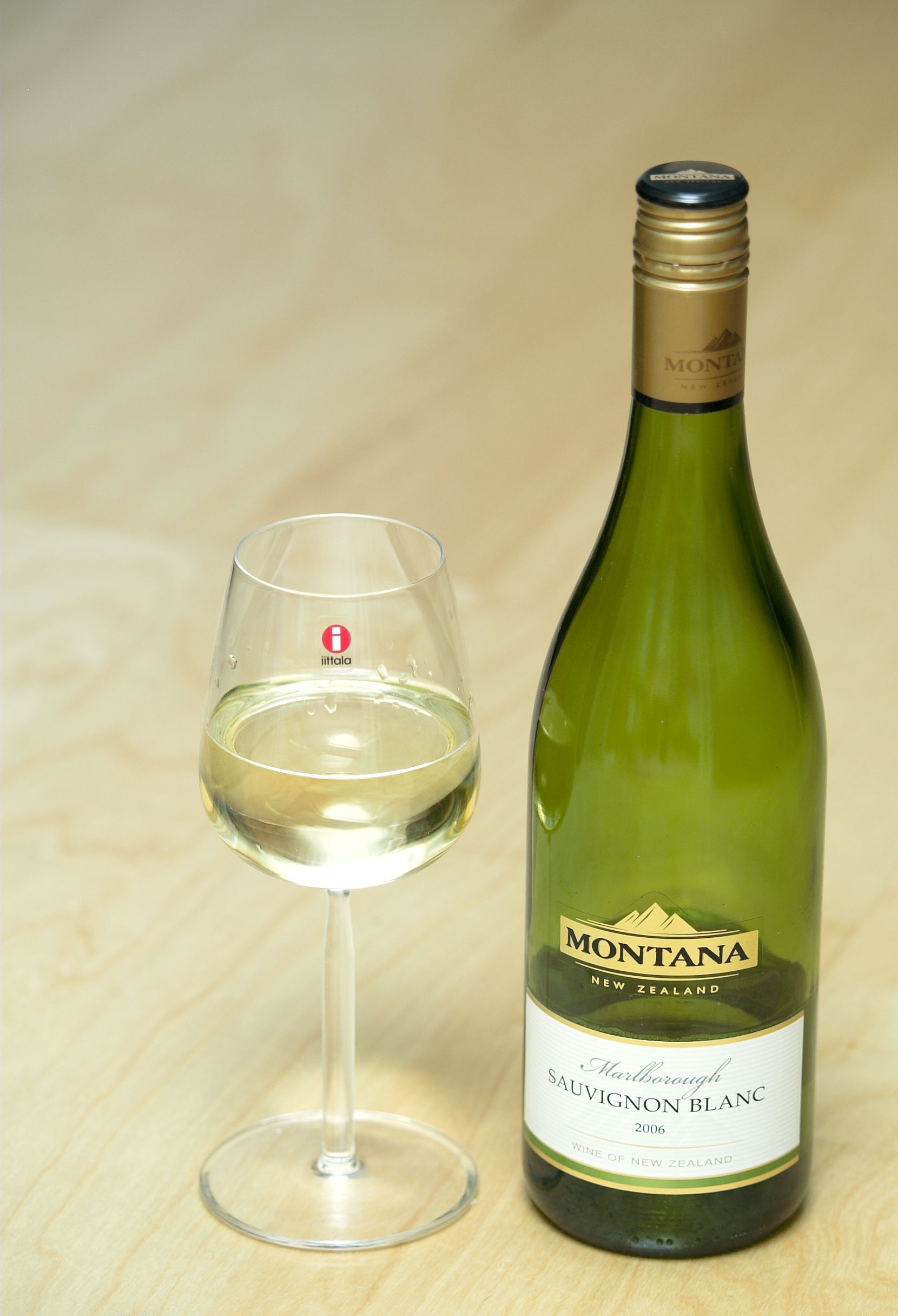
뉴질랜드 소비뇽 블랑

### 감미·강화 백포도주
약간 단 포도주부터 시럽 농도의 강화 포도주까지 다양한 감미 포도주(sweet wines)가 있다. 이 당은 포도에서 난 것이다. 당을 농축하는 데는 여러 가지 기술이 있다.
- "압착을 가한 패서릴라주(Passerillage)" 또는 "늦은 수확"은 포도를 포도나무에 남겨두어 태양을 집중시키는 것으로 구성된다. 성숙기에 도달하면 당이 더 이상 쌓이지 않지만 물이 증발하여 수확량은 낮아지지만 당의 농도는 증가한다. 이것은 가장 오래되고 가장 일반적인 방법이다.
- "압착 없는 패서릴라주"는 포도를 압착하기 전에 농축하는 관행이다. 포도는 포도에 담긴 물의 일부가 증발하는 데 걸리는 시간 동안 다락방이나 쟁반에 걸어 놓는다. 이 방법이 스트로 와인(straw wine)의 원료이다.
- "귀부병(noble rot)" 기후 조건에 따라 농축하는 방법이다. 귀부균은 포도 껍질에 미세한 구멍을 만들고 그 구멍을 통해 물을 증발시키고 나머지 성분은 유지한다. Botrytis의 작용은 포도에서 알의 화학 반응과 관련된 다양한 맛을 유도한다. 품종 지대의 조밀함과 포도나무의 낮은 기운은 노블로트의 작용에 유리하고 회색의 부패를 방지하는 데 도움이 된다.[28]
- "포도 냉동"과 냉간 압착은 열매의 액체 부분을 짜내는 데 사용된다. 냉동된 물 일부는 프레스에 남고 당이 있는 주스만 흐른다.[29] 이는 아이스 와인의 원리이다. 냉동추출은 충분히 춥지 않은 지역에서 그 현상을 재현하기 위해 발명된 최근의 기술이다. 포도는 압착되기 전에 인공적으로 얼려진다. 이 방법은 기후를 극복하고 서리(날씨 사고나 새의 공격으로 포도가 손실될 위험)를 기다리지 않고 수확 작업을 계속할 수 있으나, 숙성을 단축하면 같은 맛을 내지 못한다.

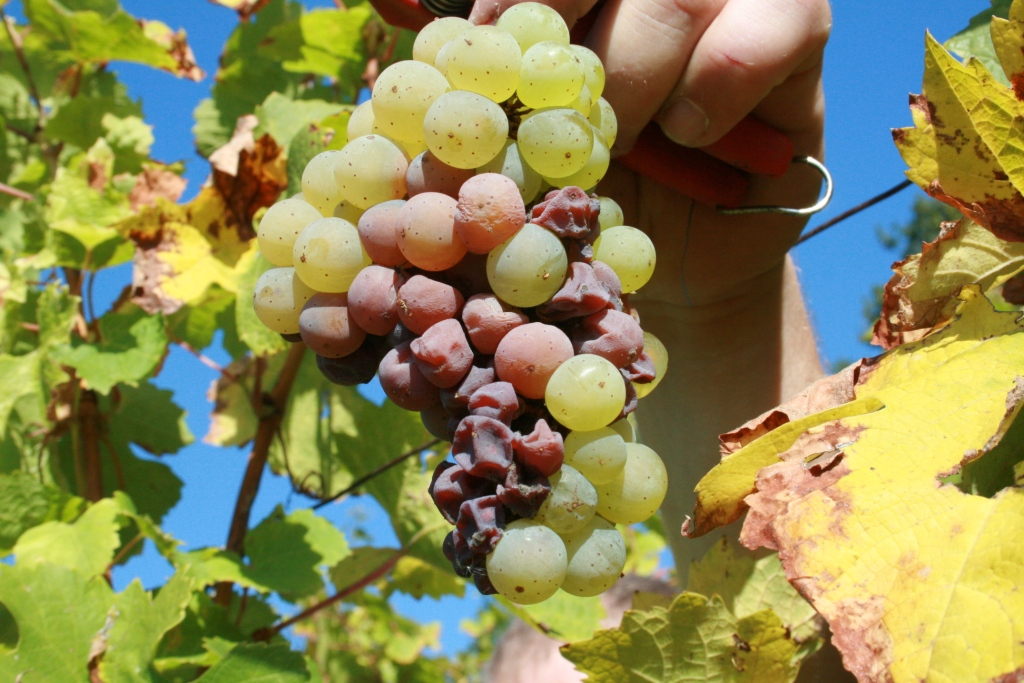
리슬링 B 포도나무의 귀부병
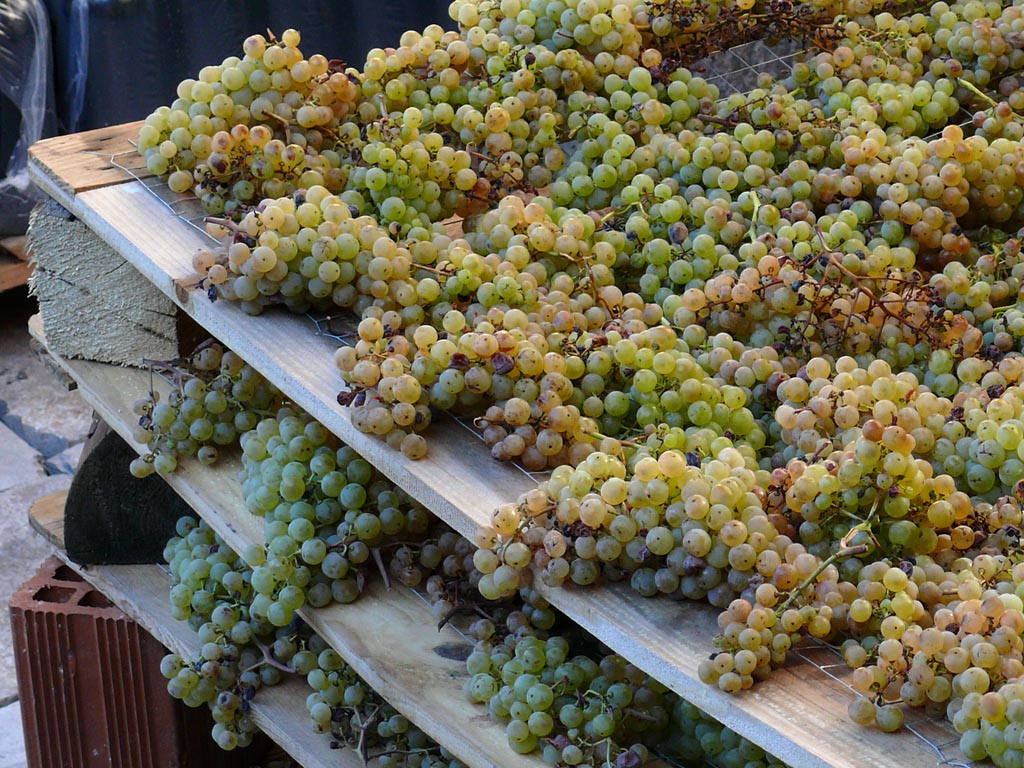
슬로베니아에서 포도를 걸러내지 않고 만드는 패서릴라주(Passerillage)
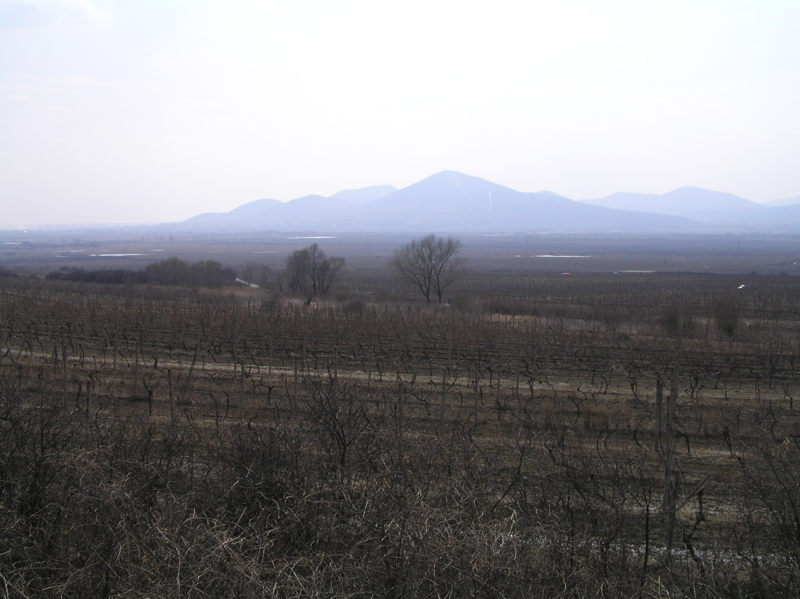
슬로바키아 토카이(Tokaj)의 안개 낀 포도원.
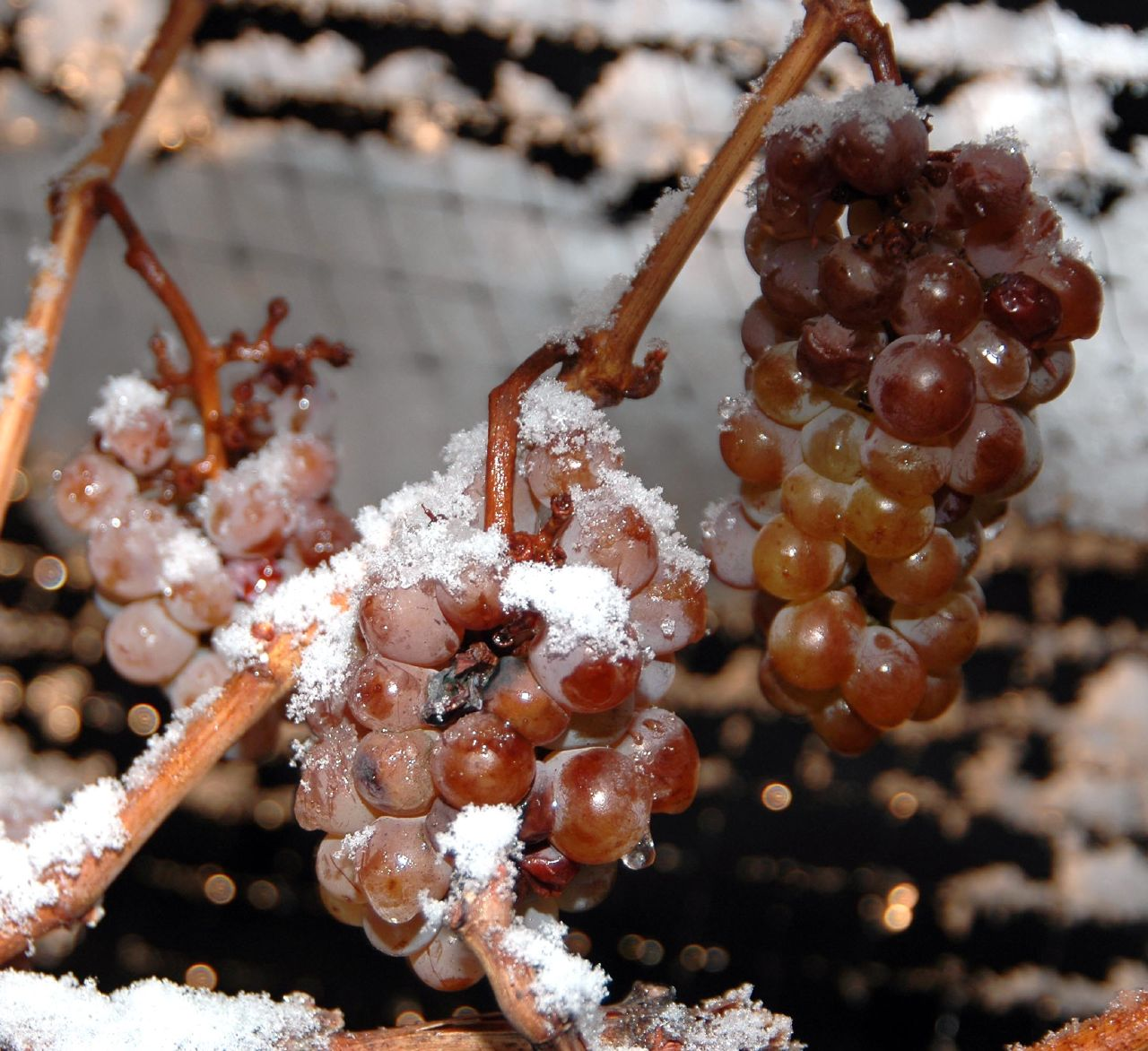
아이스 와인에 쓰이는 냉동된 포도
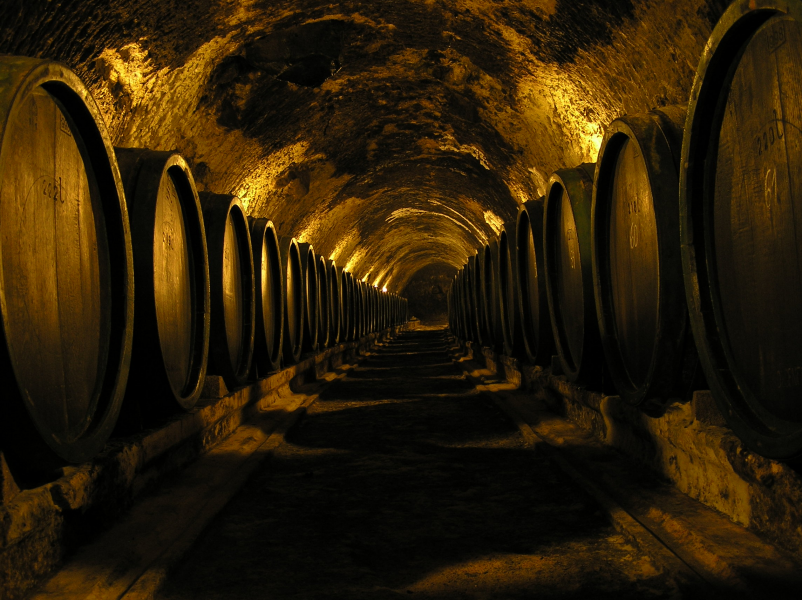
슬로바키아 토카이의 숙성을 위한 저장고.
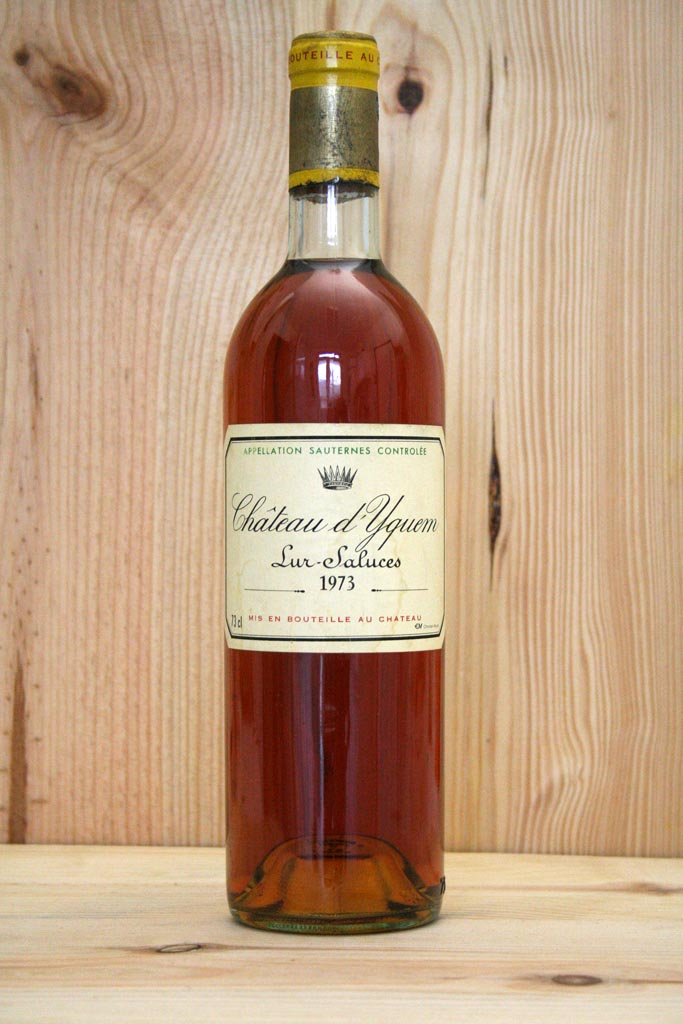
강화 포도주인 소테른 한 병.
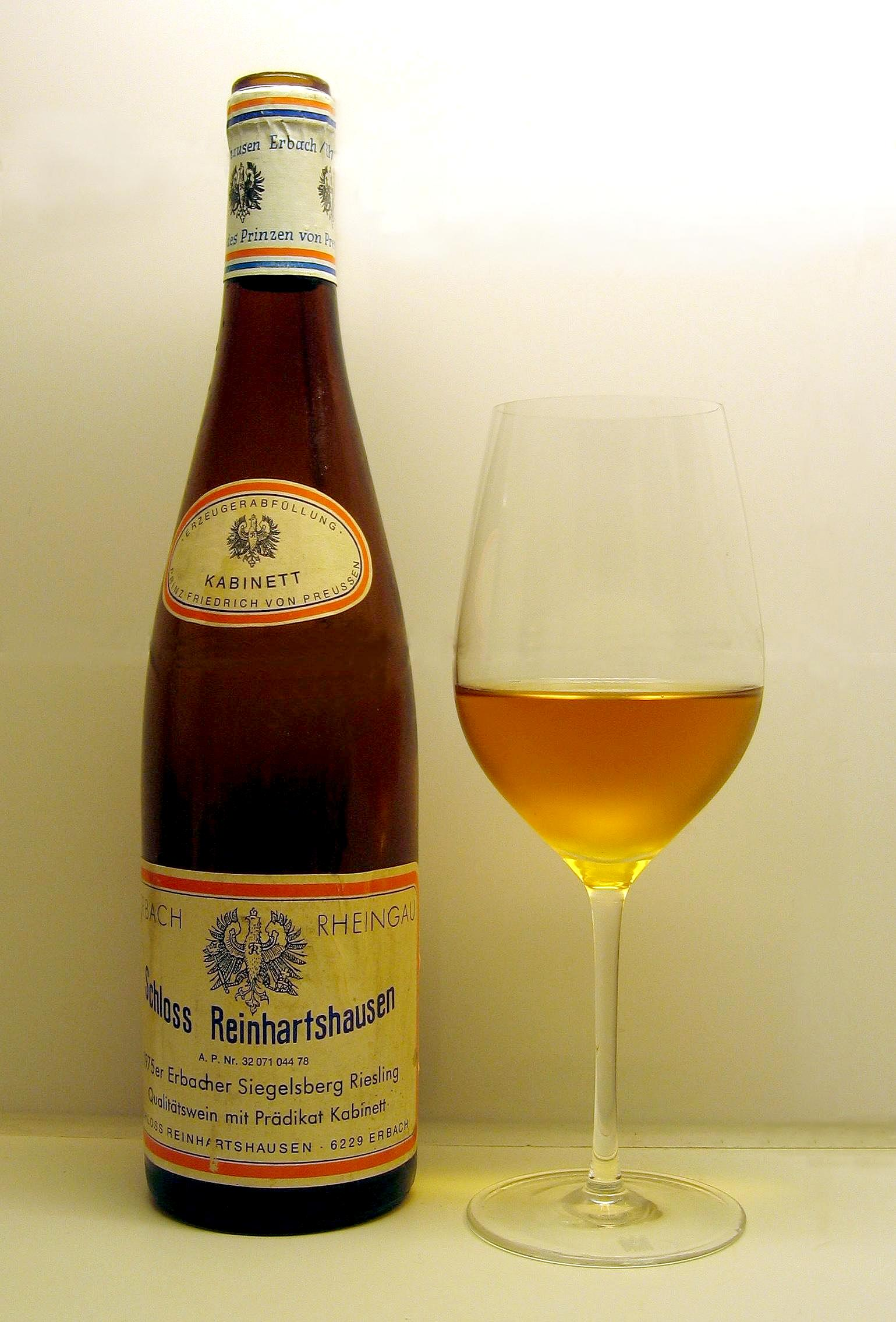
오래된 독일 리슬링의 호박색 포도주, 병에 담긴 지 32년이 지나서야 열렸다.

### 발포성 포도주
| 국가           | 백만 오크통 |
| -------------- | ----------- |
| 프랑스         | 480-510     |
| 독일           | 400-430     |
| 스페인         | 190-220     |
| 이탈리아       | 180-210     |
| 러시아         | 170-200     |
| 미국           | 85-110      |
| 태국           | 70-80       |
| 우크라이나     | 50-70       |
| 폴란드         | 40-54       |
| 오스트레일리아 | 40-52       |

발포성 포도주는 대부분 화이트이며 발효 가스(이산화탄소)를 포함하고 있다. 최초의 발포성 포도주는 최초의 와인 제조 시대로 거슬러 올라간다. 모든 와인의 알코올 발효중에 효모는 이산화탄소를 생성하므로 발효 중에 모든 와인은 발포성이 있다. 대부분의 경우 가스가 빠져나와 용해된 상태로 남아 있지 않는다. 따라서 발포성 포도주 생산 방법은 거품을 일으키는 와인에 용해된 CO2를 유지하도록 고안되었다.
- 전통 방식은 스틸 와인과 마찬가지로 백포도주이나 로제 와인을 양조하는 것으로 구성된다. 그 다음 리큐르 드 티라주(liqueur de tirage, 설탕을 섞은 포도원액)을 와인에 첨가하고 병에 담는다. 그 다음 병 안에서 효모와 리큐르 드 티라주의 당분으로 2차 발효가 일어난다. 그 다음 와인은 데고르제(dégorgé, 쏟아부음), 리큐르 드 도사주(liqueur de dosage) 또는 혼합(원하는 최종 제품: brut, demi-sec, or doux)을 한다.
- 크래프트 방식(craft method)은 추위에 의해 발효가 중단되는 와인에 사용되는 방식이다(예전에는 겨울에 발효를 막는 것이 도래했다). 남은 당분이 병 안에서 발효를 마치며 용해된 가스를 생성한다. 가이약 AOC[32]와 블랑케트 드 리무[33] 생산업체가 개발한 방식이다.
- 이동 방식(transfer method)은 전통적인 방법을 사용하지만 발효후 병의 코르크 마개를 따고 와인을 밀폐된 압력 용기에서 혼합다. 여과된 후 병에 다시 담긴다.
- 디오아즈 방식(Dioise method): 표준 농촌 방식으로 발효후 와인을 이동법과 유사하게 vat에서 여과한다.
- 밀폐형 통 방식: 밀폐형 통에서 2차 발효가 진행된다. 여과한 후 압력을 가해 병에 담는다.[34]
- 연속법 또는 러시아법: 와인은 닫힌 통vat에서 다른 통으로 옮긴다. 이전에는 효모가 오크칩으로 고정되었다. 여과한 후 압력을 가해 병에 담는다.
- 가스화에 의한 방법: 와인에 리큐르 드 도사주를 첨가하고 이산화탄소를 통에 주입하였다. 여과한 후 압력을 가해 병에 담는다. 향이 나는 발포성 포도주의 제조 방법으로 쓰인다.

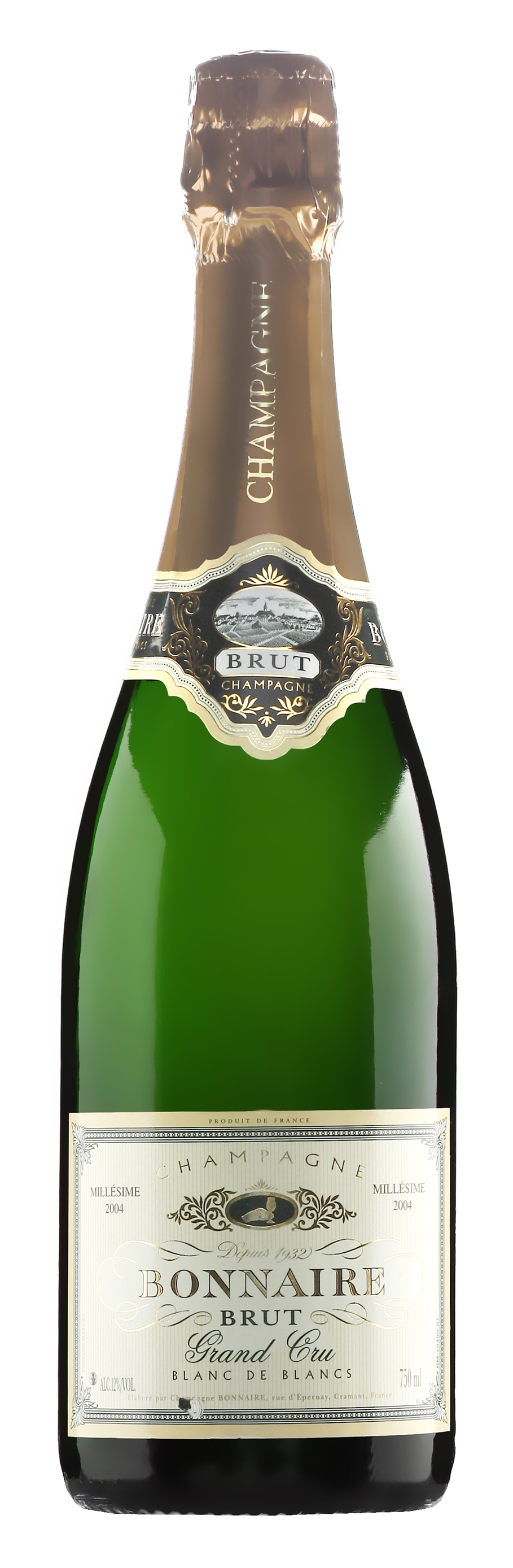
특징적인 덮개가 있는 발포성 포도주 한 병.
발포성 포도주, 페데르 세베린 크뢰이어(Peder Severin Krøyer)의 페스티벌 와인, 1888년, 예테보리 미술관.

### 강화 포도주
강화 포도주는 주정이 추가 첨가된 포도주이다. 강화가 이루어진 발효 단계에 따라 다음과 같은 세 가지 유형의 와인 제품을 분류한다:
- 미스텔(mistelles) 또는 디저트 와인은 주정을 강화하여 발효를 방지한 포도 주스이다. 발효가 이루어지지 않아 포도주로서의 자격이 논의될 수 있지만, 그럼에도 불구하고 알코올성 포도 제품이다. 피노 데 샤랑트, 플록 드 카스코뉴, 막뱅 두 쥐라는 세 가지 AOC AOC 프랑스 미스텔이다.
- 뱅 두 나튀렐(Vin doux naturel) 또는 스위트 와인은 발효가 전체적으로 이루어지기 전에 중단된 포도주이다. 첨가된 주정은 포도당을 유지하고 부드러운 맛을 보장한다. 대부분의 머스캣 와인이 이 카테고리에 속한다(뮈스카 드 보메드브니즈, 뮈스카 드 리브잘트, 뮈스카 드 미르발, 무스카텔 카탈루냐, 모스카토 다스티 등). 화이트 포트와 마데이라도 마찬가지이다.
- 뱅 뮈테 세크(vins mutés secs) 또는 건조 강화 포도주는 발효가 완료된 건조 와인(당분 없음)이다. 도수를 높이기 위해 일정량의 주정이 첨가된다. 오랫동안 숙성되어 매우 오랫동안 보관할 수 있는 능력을 갖춘 와인을 제공한다. 이 와인은 셰리와 일부 드라이 화이트 포트이다.

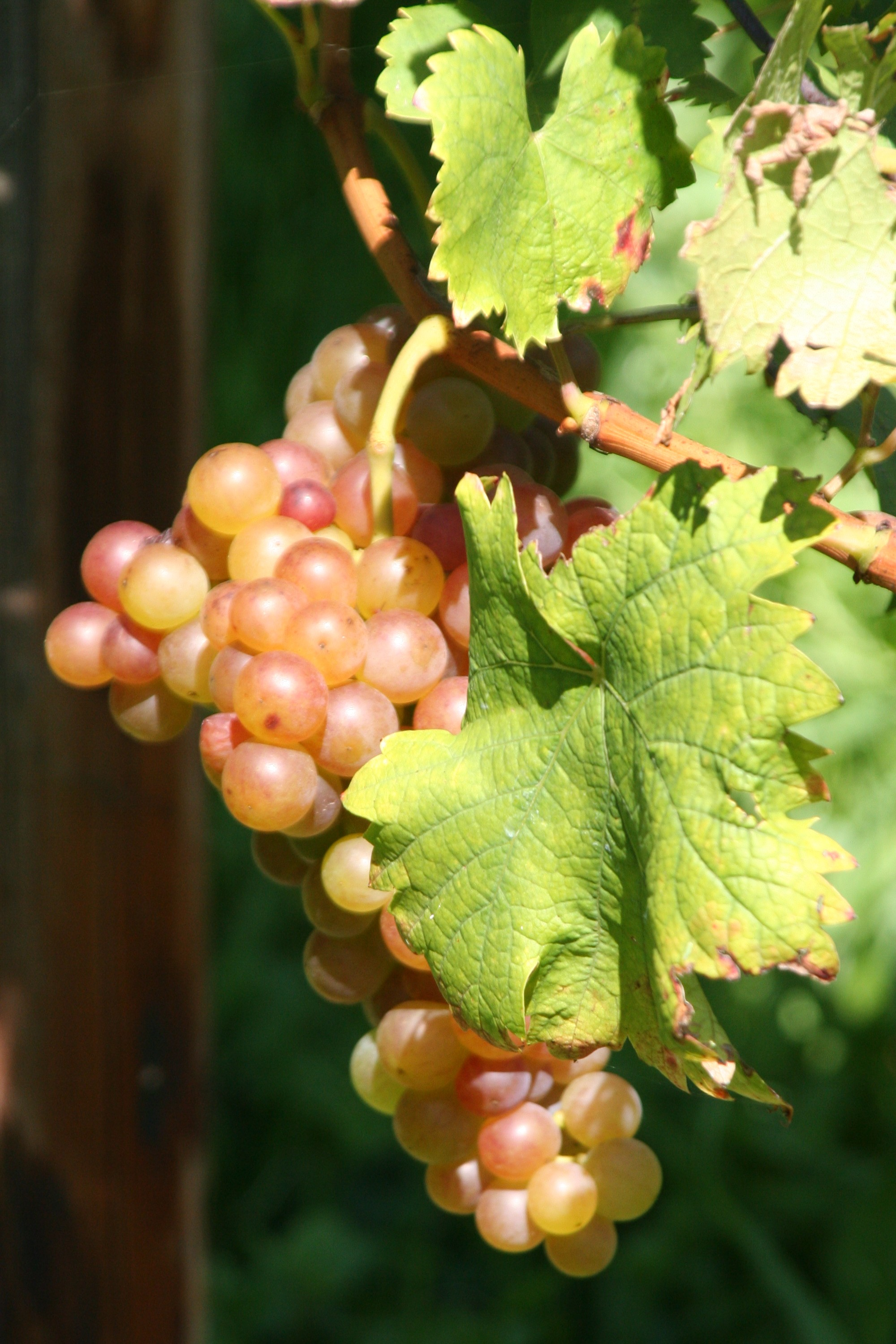
작은 열매가 달린 뮈스카 로제 포도
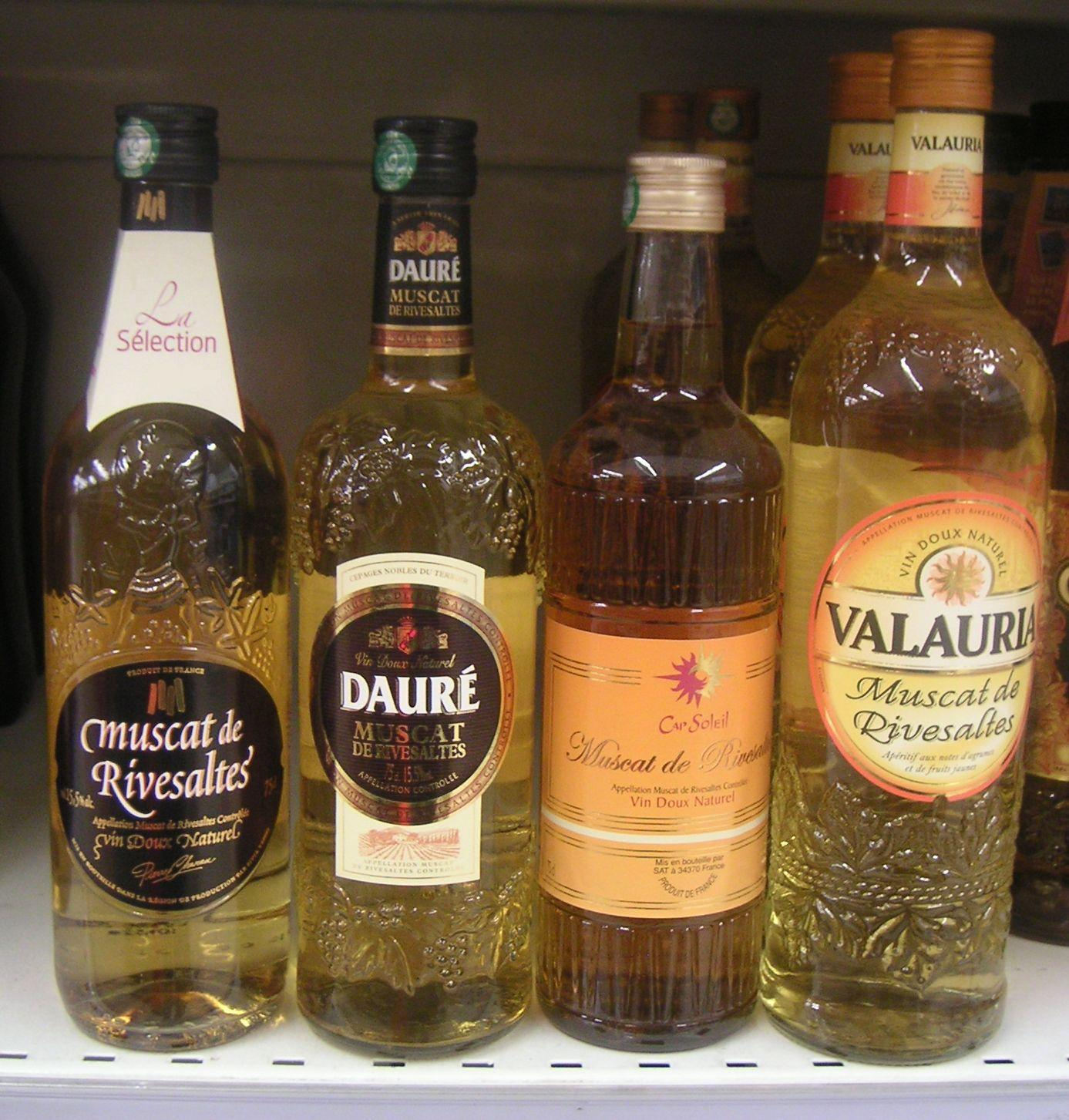
뮈스카 드 리브잘트 AOC병.
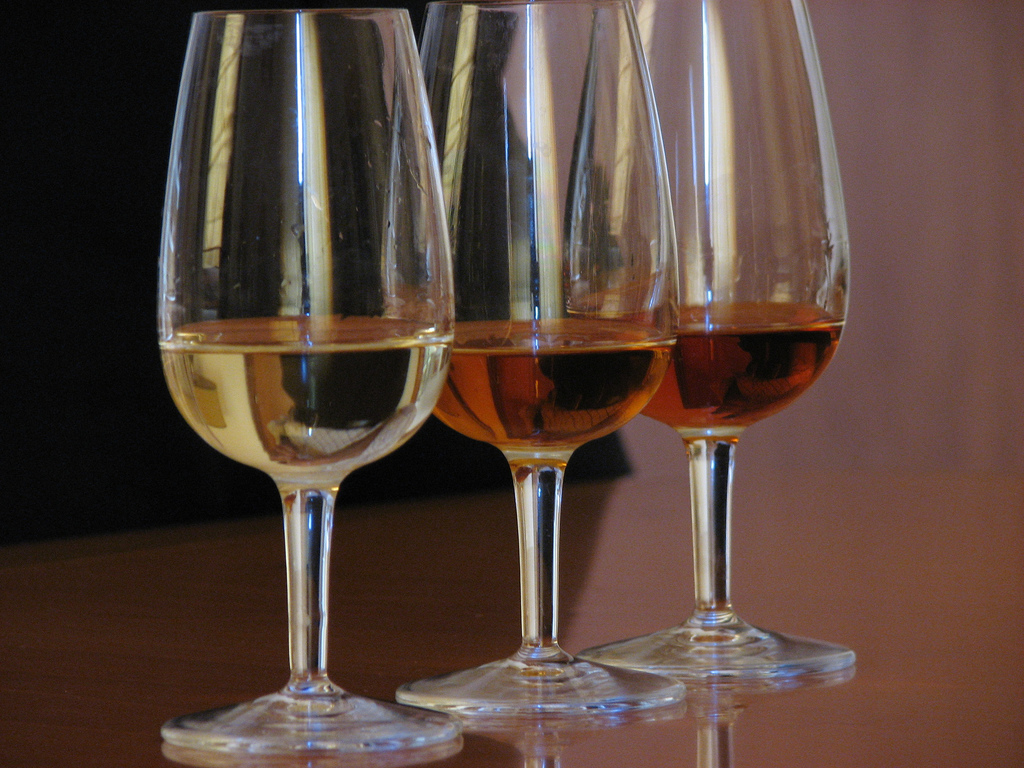
마르살라 색상의 뉘앙스.
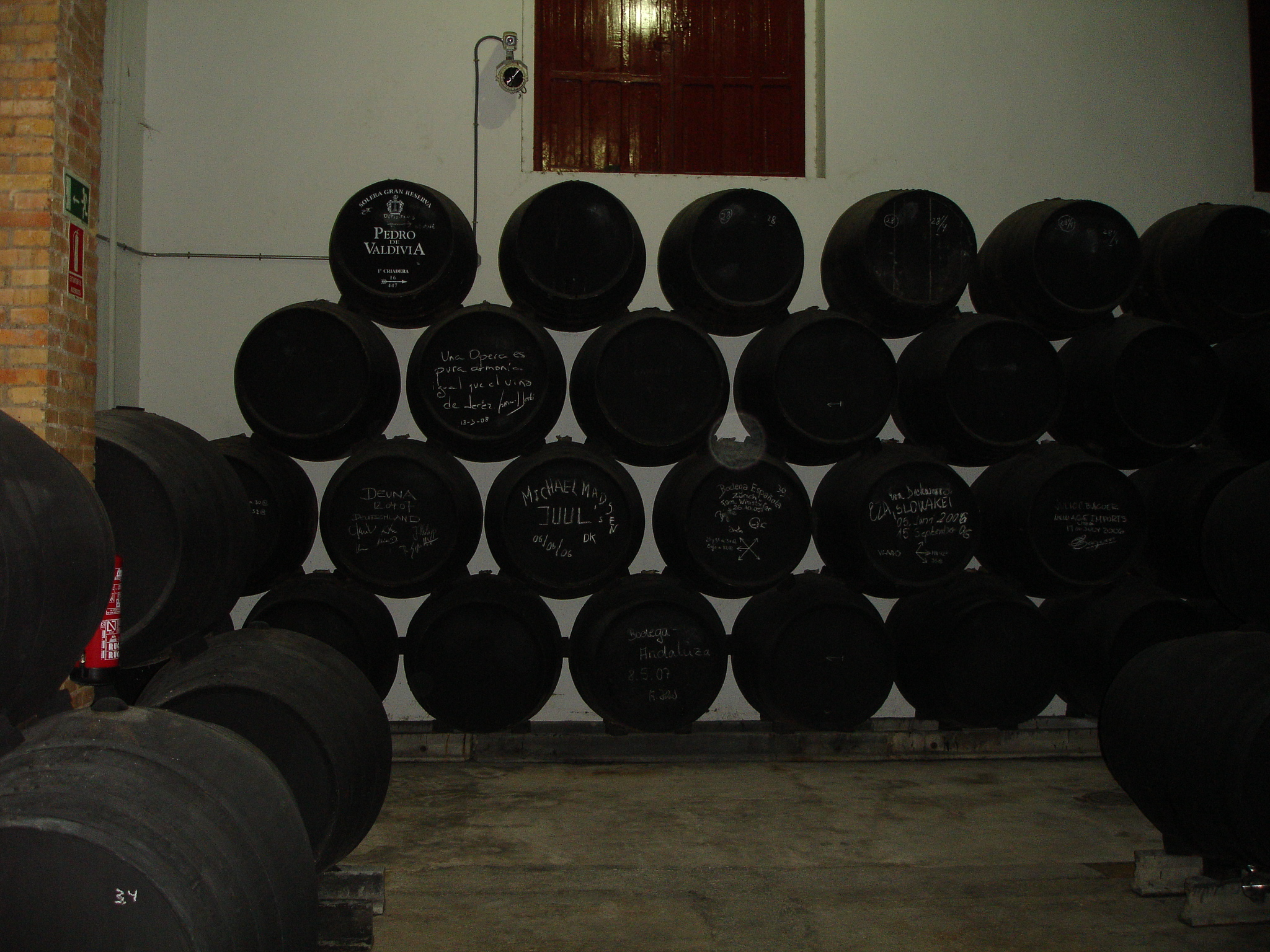
솔레라에서 숙성중인 셰리.

## 같이 보기
- 포도주 목록

### 참고 문헌
- Yves Renouil (dir.), Dictionary of Wine, Féret et fils, Bordeaux, 1962
- Sopexa, Wine and Spirits of France, Le Carrousel, Paris, 1989, ISBN 2-907504-00-2
- Collective work, The Vine and the Wine, Éditions la manufacture et la cité des sciences et de l'industrie, 1988, Lyon, ISBN 2-7377-0120-1, Part "Vinification in white" written by Denis Dubourdieu, p. 170 and 171
- Jean-Luc Berger, The Procedures of Wine-making, The vine and the wine, pages 76–77, No. 155, Science & Vie magazine, September 1986, Éditions Exelsior, Paris, ISSN 0151-0282
- Pascal Ribéreau-Gayon, Yves Glories, Alain Maujean, Denis Dubourdieu; Traits of Oenology : Chemistry of Wine, stabilisation and treatments, Dunod, October 2000, ISBN 2-10-003948-2

### 주해
1. ↑  포도주의 결빙 온도는 알코올 도수의 약 절반이며 음수 값으로 표시된다. 예를 들어, 부피가 10%인 포도주는 약 –5°C에서 얼고, 부피가 12%인 포도주는 약 –6°C에서 언다.

#### 메인 소스
- Guide to Grape Varieties, 300 varieties and their vines, Ambrosi, Dettweiler-Münch, Rühl, Schmid, and Schuman; ULMER, 1997 ISBN 2-84138-059-9, 320 pages

- Hugh Johnson, A World History of Wine from Antiquity to Modern Times, Hachette, 1990, ISBN 2-01-015867-9, 464 pages

1. ↑  p. 397

- Collective work, The Hachette Guide to the Wines of France 2010, Hachette pratique, August 2009, ISBN 978-2-01-237514-7

- Catalogue of varieties and clones of grapevines grown in France, ENTAV – INRA – ENSAM – ONIVINS, ENTAV and Ministry of Agriculture and Fisheries, 1995, ISBN 2-9509682-0-1

## 인용문
1. ↑  “Characterize Types of White Wine by Color”. 2012년 2월 27일.
2. ↑  “Ultimate Guide to White Wines”. 《www.winetourism.com》 (미국 영어). 2022년 3월 16일. 2022년 5월 12일에 확인함.
3. 1 2 3 4 5 6  The Procedures of Winemaking, Science & Vie, No. 155, quarterly series, Jean-Luc Berger, September 1986, Éditions Exelsior, Paris, ISSN 0151-0282, pages 76-77, (프랑스어)
4. ↑  Publicity for Dry Ice 보관됨 2011-02-23 - 위키윅스, consulted on 3 March 2010 (프랑스어)
5. ↑  Anex, Paul (1994). 《Arts et Métiers du Vin》 [Arts and Crafts of Wine] (프랑스어) 3판. Yens: Éditions Cabédita. 51–52쪽. ISBN 2-88295-123-X. 2011년 1월 1일에 확인함.
6. ↑  Settling, consulted on 1 January 2010 (프랑스어)
7. ↑  Sopexa, op. cit., p. 19.
8. 1 2 3  The Vine and the Wine, Denis, Debourdieu, Chapter: White Wine making, Éditions la manufacture et la cité des sciences et de l'industrie, 1988, Lyon, ISBN 2-7377-0120-1, p. 170-171 (프랑스어).
9. ↑  What is élevage 보관됨 2010-05-05 - 웨이백 머신, Œnologie.fr, consulted on 4 June 2010 (프랑스어)
10. ↑  Definition: bâtonnage 보관됨 2016-09-17 - 위키윅스, Club des amateurs de vins exquis, consulted on 9 January 2011 (프랑스어)
11. 1 2  Maturing of white wines with lees 보관됨 2017-08-23 - 웨이백 머신, Institut français de la vigne et du vin, vignevin-sudouest.com, consulted on 6 June 2010 (프랑스어)
12. ↑  Glossary of Wine: the blending 보관됨 2011-02-23 - 위키윅스, Hachette vins.com, consulted on 4 June 2010 (프랑스어)
13. ↑  Grape Varieties 보관됨 2014-06-22 - 웨이백 머신, Official website for Bordeaux wines, consulted on 18 August 2013
14. ↑  The Blending, the quest for harmony (1/2) 보관됨 2010-06-08 - 웨이백 머신, Sophie Surullo, 2009, Mes vignes.com, consulted on 6 June 2010 (프랑스어)
15. ↑  The Blending, the quest for harmony (2/2) 보관됨 2010-06-27 - 웨이백 머신, Sophie Surullo, 2009, Mes vignes.com, consulted on 6 June 2010 (프랑스어)
16. ↑  Tartaric Stabilisation, 2012, Institut français de la vigne et du vin, consulted on 18 August 2013 (프랑스어)
17. ↑  Commission Regulation (EC) No. 606/2009, consulted on 18 August 2013
18. 1 2  Inputs in Oenology: SO2 or Sulphur Dioxide 보관됨 2019-02-01 - 웨이백 머신, Institut français de la vigne et du vin, consulted on 9 January 2011 (프랑스어)
19. 1 2  Émile Peynaud and Jacques Blouin, The taste of Wine: the great book of taste, Dunod, Paris, 2006, 237 pages, p. 159-161, ISBN 2-10-049598-4 (프랑스어)
20. ↑  The Hachette Guide to Wines 2010, Hachette, 2009, 1402 pages, p. 669, Tasting of Château-Chalon at the winery of Denis and Maris Chevassu 2002, ISBN 978-2-01-237514-7 (프랑스어)
21. ↑  The Hachette Guide to Wines 2010, Hachette, 2009, 1402 pages, p. 669, Tasting of Château-Chalon at the winery of Macle 2000, ISBN 978-2-01-237514-7 (프랑스어)
22. ↑  Chardonnay 보관됨 2008-11-21 - 웨이백 머신, Oovin.com, consulted on 28 April 2010 (프랑스어)
23. ↑  Sauvignon 보관됨 2010-01-19 - 웨이백 머신, Oovin.com, 28 April 2010 (프랑스어)
24. ↑  Alsace riesling 보관됨 2011-02-24 - 위키윅스, Œnotude.com, consulted on 28 April 2010 (프랑스어)
25. ↑  The mystery of fermentation 보관됨 2011-05-10 - 웨이백 머신, Yquem.fr, consulted on 30 April 2010 (프랑스어)
26. ↑  Adapt the Glass to the wine served, Saveurs du monde.net, consulted on 18 August 2013 (프랑스어)
27. ↑  Service of Champagne, Site officiel du champagne, consulted on 8 May 2010 (프랑스어)
28. ↑  The mutage of wines of residual sugar 보관됨 2016-04-24 - 웨이백 머신, Collective work, Les cahiers itinéraires d'ITV France, November 2005, 20 pages (프랑스어)
29. ↑  Ice Wine: vinification, Vin de glace website, consulted in January 2010 (프랑스어)
30. ↑  Review of œnology, Special No. 107, April 2003.
31. ↑  A Sparkling Success World-Wide: An Example to Reflect On, Effervescents du monde, consulted on 18 August 2013
32. ↑  Sparkling Gaillac 보관됨 2009-09-12 - 웨이백 머신, "méthode gaillacoise", expressions-fermières.com, consulted on 6 March 2010 (프랑스어)
33. ↑  The ancestral blanquette de limoux 보관됨 2010-06-19 - 웨이백 머신, Site de la blanquette de Limoux, consulted on 6 March 2010 (프랑스어)
34. ↑  Closed Tank Method for sparkling wine, Effervescents du monde, consulted on 18 August 2013
35. ↑  Calculation formula for the production of mistelle 보관됨 2013-10-08 - 웨이백 머신, Institut français de la vigne et du vin, consulted on 13 March 2010 (프랑스어)